# Magnolia
Pour les articles homonymes, voir Magnolia (homonymie).
Genre
Sous-genres de rang inférieur
- Magnolia subg. Magnolia
- Magnolia subg. Yulania
- Magnolia subg. Gynopodium

Synonymes
Les magnolias ou magnoliers (Magnolia L., 1753)(aussi surnommé "l'arbre de cinelle") forment un genre de plantes à fleurs, de la famille des Magnoliacées, qui comprend environ 110 espèces, essentiellement des arbres et arbustes, des régions tempérées chaudes.
Les fleurs de magnolia attirent les insectes pollinisateurs. Les carpelles des fleurs de magnolia sont extrêmement robustes : ils ne sont pas endommagés par les coléoptères pollinisateurs. Les magnolias sont apparus avant les coléoptères ; des spécimens fossilisés de Magnolia acuminata datent de 20 millions d'années et des spécimens appartenant à la famille des Magnoliaceae de 95 millions d'années. Un des aspects primitifs des magnolias est leur absence de distinction entre sépales et pétales.

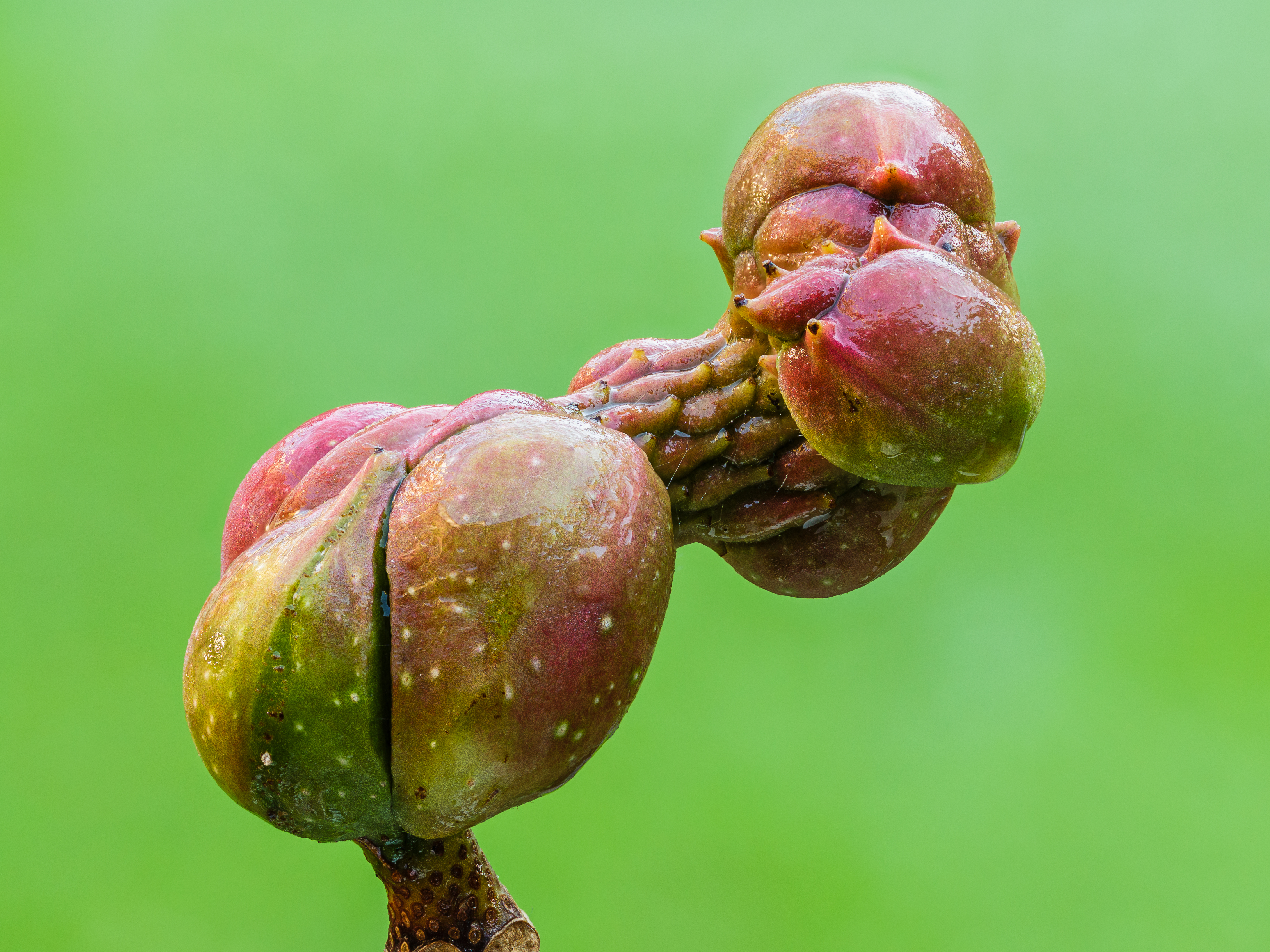
Fruit d'un magnolia trempé de pluie et de forme étrange

Les magnolias ont une distribution naturelle discontinue, avec un centre principal dans l'est et dans le sud de l'Asie et un centre secondaire dans l'est de l'Amérique du Nord, Amérique centrale, aux Antilles, et pour certaines espèces en Amérique du Sud.

## Étymologie
Linné a retenu le nom de genre Magnolia dans le Species Plantarum (1753, 1, p. 535), point de départ de la nomenclature botanique. Le nom avait été créé par le Père Charles Plumier (1646-1704), en l'honneur de Pierre Magnol (1638-1715), médecin et botaniste français, qui fut directeur du jardin botanique de Montpellier. Il a ensuite été repris par Mark Catesby dans son Histoire naturelle de la Caroline, la Floride, & les isles Bahama, (1731, 1, p. 39), puis Johann Jacob Dillenius dans son Hortus Elthamensis (1732, p. 207, pl. 168).

## Principales caractéristiques
Ce sont des arbres ou arbustes, à feuilles généralement grandes, alternes, ovales ou elliptiques, caduques ou persistantes, généralement coriaces.
Les fleurs solitaires, sont grandes, très décoratives, souvent dressées, généralement en forme de coupe. Le périgone est formé de six à neuf tépales pétaloïdes (pétales et sépales indifférenciés) de couleur claire, blanc rosé, jaune clair. Les étamines, très nombreuses sont lamellaires. Les carpelles sont disposés en cône sur le réceptacle. Pour les botanistes, c'est une fleur primitive. 
La floraison apparaît généralement après quinze à trente ans. Les fruits, en forme de cône, sont à déhiscence longitudinale. Ils sont composés d'un ensemble de follicules (fruit sec dérivé d'un seul carpelle) et contiennent des graines à tégument rouge.
Formule florale : 3S + 6nP + nE + (nC)

## Taxonomie
Voici un cladogramme montrant les relations entre espèces de magnolias. En 2020, la sudivision en sous-genres est abandonnée, laissant la place aux sections (et sous-sections).
|  | \| \| M. sect. Splendentes \| \| \| \| \| \| M. sect. Talauma \| \| \| \| |
|  |                                                                           |
|  | M. sect. Gwillimia                                                        |
|  |                                                                           |
|  | M. sect. Splendentes                                                      |
|  |                                                                           |
|  | M. sect. Talauma                                                          |
|  |                                                                           |

|  | M. sect. Splendentes |
|  |                      |
|  | M. sect. Talauma     |
|  |                      |

|  | M. sect. Tuliparia   |
|  |                      |
|  | M. sect. Macrophylla |
|  |                      |

|  | \| \| M. sect. Oyama \| \| \| \| \| \| M. sect. Rytidospermum \| \| \| \| |
|  |                                                                           |
|  | M. sect. Manglietia                                                       |
|  |                                                                           |
|  | M. sect. Oyama                                                            |
|  |                                                                           |
|  | M. sect. Rytidospermum                                                    |
|  |                                                                           |

|  | M. sect. Oyama         |
|  |                        |
|  | M. sect. Rytidospermum |
|  |                        |

|  | \| \| M. sect. Oyama \| \| \| \| \| \| M. sect. Rytidospermum \| \| \| \| |
|  |                                                                           |
|  | M. sect. Manglietia                                                       |
|  |                                                                           |
|  | M. sect. Oyama                                                            |
|  |                                                                           |
|  | M. sect. Rytidospermum                                                    |
|  |                                                                           |

|  | M. sect. Oyama         |
|  |                        |
|  | M. sect. Rytidospermum |
|  |                        |

|  | M. sect. Tulipastrum |
|  |                      |
|  | M. sect. Yuliana     |
|  |                      |

|  | M. sect. Maingola |
|  |                   |
|  | M. sect. Michelia |
|  |                   |

|  | M. sect. Tulipastrum |
|  |                      |
|  | M. sect. Yuliana     |
|  |                      |

|  | M. sect. Maingola |
|  |                   |
|  | M. sect. Michelia |
|  |                   |

|  | M. sect. Tulipastrum |
|  |                      |
|  | M. sect. Yuliana     |
|  |                      |

|  | M. sect. Maingola |
|  |                   |
|  | M. sect. Michelia |
|  |                   |

|  | M. sect. Tulipastrum |
|  |                      |
|  | M. sect. Yuliana     |
|  |                      |

|  | M. sect. Maingola |
|  |                   |
|  | M. sect. Michelia |
|  |                   |

|  | M. sect. Tulipastrum |
|  |                      |
|  | M. sect. Yuliana     |
|  |                      |

|  | M. sect. Maingola |
|  |                   |
|  | M. sect. Michelia |
|  |                   |

|  | M. sect. Tulipastrum |
|  |                      |
|  | M. sect. Yuliana     |
|  |                      |

|  | M. sect. Maingola |
|  |                   |
|  | M. sect. Michelia |
|  |                   |

|  | M. sect. Tulipastrum |
|  |                      |
|  | M. sect. Yuliana     |
|  |                      |

|  | M. sect. Maingola |
|  |                   |
|  | M. sect. Michelia |
|  |                   |

|  | M. sect. Tulipastrum |
|  |                      |
|  | M. sect. Yuliana     |
|  |                      |

|  | M. sect. Maingola |
|  |                   |
|  | M. sect. Michelia |
|  |                   |

|  | \| \| M. sect. Oyama \| \| \| \| \| \| M. sect. Rytidospermum \| \| \| \| |
|  |                                                                           |
|  | M. sect. Manglietia                                                       |
|  |                                                                           |
|  | M. sect. Oyama                                                            |
|  |                                                                           |
|  | M. sect. Rytidospermum                                                    |
|  |                                                                           |

|  | M. sect. Oyama         |
|  |                        |
|  | M. sect. Rytidospermum |
|  |                        |

|  | \| \| M. sect. Oyama \| \| \| \| \| \| M. sect. Rytidospermum \| \| \| \| |
|  |                                                                           |
|  | M. sect. Manglietia                                                       |
|  |                                                                           |
|  | M. sect. Oyama                                                            |
|  |                                                                           |
|  | M. sect. Rytidospermum                                                    |
|  |                                                                           |

|  | M. sect. Oyama         |
|  |                        |
|  | M. sect. Rytidospermum |
|  |                        |

|  | M. sect. Tulipastrum |
|  |                      |
|  | M. sect. Yuliana     |
|  |                      |

|  | M. sect. Maingola |
|  |                   |
|  | M. sect. Michelia |
|  |                   |

|  | M. sect. Tulipastrum |
|  |                      |
|  | M. sect. Yuliana     |
|  |                      |

|  | M. sect. Maingola |
|  |                   |
|  | M. sect. Michelia |
|  |                   |

|  | M. sect. Tulipastrum |
|  |                      |
|  | M. sect. Yuliana     |
|  |                      |

|  | M. sect. Maingola |
|  |                   |
|  | M. sect. Michelia |
|  |                   |

|  | M. sect. Tulipastrum |
|  |                      |
|  | M. sect. Yuliana     |
|  |                      |

|  | M. sect. Maingola |
|  |                   |
|  | M. sect. Michelia |
|  |                   |

|  | M. sect. Tulipastrum |
|  |                      |
|  | M. sect. Yuliana     |
|  |                      |

|  | M. sect. Maingola |
|  |                   |
|  | M. sect. Michelia |
|  |                   |

|  | M. sect. Tulipastrum |
|  |                      |
|  | M. sect. Yuliana     |
|  |                      |

|  | M. sect. Maingola |
|  |                   |
|  | M. sect. Michelia |
|  |                   |

|  | M. sect. Tulipastrum |
|  |                      |
|  | M. sect. Yuliana     |
|  |                      |

|  | M. sect. Maingola |
|  |                   |
|  | M. sect. Michelia |
|  |                   |

|  | M. sect. Tulipastrum |
|  |                      |
|  | M. sect. Yuliana     |
|  |                      |

|  | M. sect. Maingola |
|  |                   |
|  | M. sect. Michelia |
|  |                   |

|  | M. sect. Tuliparia   |
|  |                      |
|  | M. sect. Macrophylla |
|  |                      |

|  | \| \| M. sect. Oyama \| \| \| \| \| \| M. sect. Rytidospermum \| \| \| \| |
|  |                                                                           |
|  | M. sect. Manglietia                                                       |
|  |                                                                           |
|  | M. sect. Oyama                                                            |
|  |                                                                           |
|  | M. sect. Rytidospermum                                                    |
|  |                                                                           |

|  | M. sect. Oyama         |
|  |                        |
|  | M. sect. Rytidospermum |
|  |                        |

|  | \| \| M. sect. Oyama \| \| \| \| \| \| M. sect. Rytidospermum \| \| \| \| |
|  |                                                                           |
|  | M. sect. Manglietia                                                       |
|  |                                                                           |
|  | M. sect. Oyama                                                            |
|  |                                                                           |
|  | M. sect. Rytidospermum                                                    |
|  |                                                                           |

|  | M. sect. Oyama         |
|  |                        |
|  | M. sect. Rytidospermum |
|  |                        |

|  | M. sect. Tulipastrum |
|  |                      |
|  | M. sect. Yuliana     |
|  |                      |

|  | M. sect. Maingola |
|  |                   |
|  | M. sect. Michelia |
|  |                   |

|  | M. sect. Tulipastrum |
|  |                      |
|  | M. sect. Yuliana     |
|  |                      |

|  | M. sect. Maingola |
|  |                   |
|  | M. sect. Michelia |
|  |                   |

|  | M. sect. Tulipastrum |
|  |                      |
|  | M. sect. Yuliana     |
|  |                      |

|  | M. sect. Maingola |
|  |                   |
|  | M. sect. Michelia |
|  |                   |

|  | M. sect. Tulipastrum |
|  |                      |
|  | M. sect. Yuliana     |
|  |                      |

|  | M. sect. Maingola |
|  |                   |
|  | M. sect. Michelia |
|  |                   |

|  | M. sect. Tulipastrum |
|  |                      |
|  | M. sect. Yuliana     |
|  |                      |

|  | M. sect. Maingola |
|  |                   |
|  | M. sect. Michelia |
|  |                   |

|  | M. sect. Tulipastrum |
|  |                      |
|  | M. sect. Yuliana     |
|  |                      |

|  | M. sect. Maingola |
|  |                   |
|  | M. sect. Michelia |
|  |                   |

|  | M. sect. Tulipastrum |
|  |                      |
|  | M. sect. Yuliana     |
|  |                      |

|  | M. sect. Maingola |
|  |                   |
|  | M. sect. Michelia |
|  |                   |

|  | M. sect. Tulipastrum |
|  |                      |
|  | M. sect. Yuliana     |
|  |                      |

|  | M. sect. Maingola |
|  |                   |
|  | M. sect. Michelia |
|  |                   |

|  | \| \| M. sect. Oyama \| \| \| \| \| \| M. sect. Rytidospermum \| \| \| \| |
|  |                                                                           |
|  | M. sect. Manglietia                                                       |
|  |                                                                           |
|  | M. sect. Oyama                                                            |
|  |                                                                           |
|  | M. sect. Rytidospermum                                                    |
|  |                                                                           |

|  | M. sect. Oyama         |
|  |                        |
|  | M. sect. Rytidospermum |
|  |                        |

|  | \| \| M. sect. Oyama \| \| \| \| \| \| M. sect. Rytidospermum \| \| \| \| |
|  |                                                                           |
|  | M. sect. Manglietia                                                       |
|  |                                                                           |
|  | M. sect. Oyama                                                            |
|  |                                                                           |
|  | M. sect. Rytidospermum                                                    |
|  |                                                                           |

|  | M. sect. Oyama         |
|  |                        |
|  | M. sect. Rytidospermum |
|  |                        |

|  | M. sect. Tulipastrum |
|  |                      |
|  | M. sect. Yuliana     |
|  |                      |

|  | M. sect. Maingola |
|  |                   |
|  | M. sect. Michelia |
|  |                   |

|  | M. sect. Tulipastrum |
|  |                      |
|  | M. sect. Yuliana     |
|  |                      |

|  | M. sect. Maingola |
|  |                   |
|  | M. sect. Michelia |
|  |                   |

|  | M. sect. Tulipastrum |
|  |                      |
|  | M. sect. Yuliana     |
|  |                      |

|  | M. sect. Maingola |
|  |                   |
|  | M. sect. Michelia |
|  |                   |

|  | M. sect. Tulipastrum |
|  |                      |
|  | M. sect. Yuliana     |
|  |                      |

|  | M. sect. Maingola |
|  |                   |
|  | M. sect. Michelia |
|  |                   |

|  | M. sect. Tulipastrum |
|  |                      |
|  | M. sect. Yuliana     |
|  |                      |

|  | M. sect. Maingola |
|  |                   |
|  | M. sect. Michelia |
|  |                   |

|  | M. sect. Tulipastrum |
|  |                      |
|  | M. sect. Yuliana     |
|  |                      |

|  | M. sect. Maingola |
|  |                   |
|  | M. sect. Michelia |
|  |                   |

|  | M. sect. Tulipastrum |
|  |                      |
|  | M. sect. Yuliana     |
|  |                      |

|  | M. sect. Maingola |
|  |                   |
|  | M. sect. Michelia |
|  |                   |

|  | M. sect. Tulipastrum |
|  |                      |
|  | M. sect. Yuliana     |
|  |                      |

|  | M. sect. Maingola |
|  |                   |
|  | M. sect. Michelia |
|  |                   |

|  | \| \| M. sect. Splendentes \| \| \| \| \| \| M. sect. Talauma \| \| \| \| |
|  |                                                                           |
|  | M. sect. Gwillimia                                                        |
|  |                                                                           |
|  | M. sect. Splendentes                                                      |
|  |                                                                           |
|  | M. sect. Talauma                                                          |
|  |                                                                           |

|  | M. sect. Splendentes |
|  |                      |
|  | M. sect. Talauma     |
|  |                      |

|  | M. sect. Tuliparia   |
|  |                      |
|  | M. sect. Macrophylla |
|  |                      |

|  | \| \| M. sect. Oyama \| \| \| \| \| \| M. sect. Rytidospermum \| \| \| \| |
|  |                                                                           |
|  | M. sect. Manglietia                                                       |
|  |                                                                           |
|  | M. sect. Oyama                                                            |
|  |                                                                           |
|  | M. sect. Rytidospermum                                                    |
|  |                                                                           |

|  | M. sect. Oyama         |
|  |                        |
|  | M. sect. Rytidospermum |
|  |                        |

|  | \| \| M. sect. Oyama \| \| \| \| \| \| M. sect. Rytidospermum \| \| \| \| |
|  |                                                                           |
|  | M. sect. Manglietia                                                       |
|  |                                                                           |
|  | M. sect. Oyama                                                            |
|  |                                                                           |
|  | M. sect. Rytidospermum                                                    |
|  |                                                                           |

|  | M. sect. Oyama         |
|  |                        |
|  | M. sect. Rytidospermum |
|  |                        |

|  | M. sect. Tulipastrum |
|  |                      |
|  | M. sect. Yuliana     |
|  |                      |

|  | M. sect. Maingola |
|  |                   |
|  | M. sect. Michelia |
|  |                   |

|  | M. sect. Tulipastrum |
|  |                      |
|  | M. sect. Yuliana     |
|  |                      |

|  | M. sect. Maingola |
|  |                   |
|  | M. sect. Michelia |
|  |                   |

|  | M. sect. Tulipastrum |
|  |                      |
|  | M. sect. Yuliana     |
|  |                      |

|  | M. sect. Maingola |
|  |                   |
|  | M. sect. Michelia |
|  |                   |

|  | M. sect. Tulipastrum |
|  |                      |
|  | M. sect. Yuliana     |
|  |                      |

|  | M. sect. Maingola |
|  |                   |
|  | M. sect. Michelia |
|  |                   |

|  | M. sect. Tulipastrum |
|  |                      |
|  | M. sect. Yuliana     |
|  |                      |

|  | M. sect. Maingola |
|  |                   |
|  | M. sect. Michelia |
|  |                   |

|  | M. sect. Tulipastrum |
|  |                      |
|  | M. sect. Yuliana     |
|  |                      |

|  | M. sect. Maingola |
|  |                   |
|  | M. sect. Michelia |
|  |                   |

|  | M. sect. Tulipastrum |
|  |                      |
|  | M. sect. Yuliana     |
|  |                      |

|  | M. sect. Maingola |
|  |                   |
|  | M. sect. Michelia |
|  |                   |

|  | M. sect. Tulipastrum |
|  |                      |
|  | M. sect. Yuliana     |
|  |                      |

|  | M. sect. Maingola |
|  |                   |
|  | M. sect. Michelia |
|  |                   |

|  | \| \| M. sect. Oyama \| \| \| \| \| \| M. sect. Rytidospermum \| \| \| \| |
|  |                                                                           |
|  | M. sect. Manglietia                                                       |
|  |                                                                           |
|  | M. sect. Oyama                                                            |
|  |                                                                           |
|  | M. sect. Rytidospermum                                                    |
|  |                                                                           |

|  | M. sect. Oyama         |
|  |                        |
|  | M. sect. Rytidospermum |
|  |                        |

|  | \| \| M. sect. Oyama \| \| \| \| \| \| M. sect. Rytidospermum \| \| \| \| |
|  |                                                                           |
|  | M. sect. Manglietia                                                       |
|  |                                                                           |
|  | M. sect. Oyama                                                            |
|  |                                                                           |
|  | M. sect. Rytidospermum                                                    |
|  |                                                                           |

|  | M. sect. Oyama         |
|  |                        |
|  | M. sect. Rytidospermum |
|  |                        |

|  | M. sect. Tulipastrum |
|  |                      |
|  | M. sect. Yuliana     |
|  |                      |

|  | M. sect. Maingola |
|  |                   |
|  | M. sect. Michelia |
|  |                   |

|  | M. sect. Tulipastrum |
|  |                      |
|  | M. sect. Yuliana     |
|  |                      |

|  | M. sect. Maingola |
|  |                   |
|  | M. sect. Michelia |
|  |                   |

|  | M. sect. Tulipastrum |
|  |                      |
|  | M. sect. Yuliana     |
|  |                      |

|  | M. sect. Maingola |
|  |                   |
|  | M. sect. Michelia |
|  |                   |

|  | M. sect. Tulipastrum |
|  |                      |
|  | M. sect. Yuliana     |
|  |                      |

|  | M. sect. Maingola |
|  |                   |
|  | M. sect. Michelia |
|  |                   |

|  | M. sect. Tulipastrum |
|  |                      |
|  | M. sect. Yuliana     |
|  |                      |

|  | M. sect. Maingola |
|  |                   |
|  | M. sect. Michelia |
|  |                   |

|  | M. sect. Tulipastrum |
|  |                      |
|  | M. sect. Yuliana     |
|  |                      |

|  | M. sect. Maingola |
|  |                   |
|  | M. sect. Michelia |
|  |                   |

|  | M. sect. Tulipastrum |
|  |                      |
|  | M. sect. Yuliana     |
|  |                      |

|  | M. sect. Maingola |
|  |                   |
|  | M. sect. Michelia |
|  |                   |

|  | M. sect. Tulipastrum |
|  |                      |
|  | M. sect. Yuliana     |
|  |                      |

|  | M. sect. Maingola |
|  |                   |
|  | M. sect. Michelia |
|  |                   |

|  | M. sect. Tuliparia   |
|  |                      |
|  | M. sect. Macrophylla |
|  |                      |

|  | \| \| M. sect. Oyama \| \| \| \| \| \| M. sect. Rytidospermum \| \| \| \| |
|  |                                                                           |
|  | M. sect. Manglietia                                                       |
|  |                                                                           |
|  | M. sect. Oyama                                                            |
|  |                                                                           |
|  | M. sect. Rytidospermum                                                    |
|  |                                                                           |

|  | M. sect. Oyama         |
|  |                        |
|  | M. sect. Rytidospermum |
|  |                        |

|  | \| \| M. sect. Oyama \| \| \| \| \| \| M. sect. Rytidospermum \| \| \| \| |
|  |                                                                           |
|  | M. sect. Manglietia                                                       |
|  |                                                                           |
|  | M. sect. Oyama                                                            |
|  |                                                                           |
|  | M. sect. Rytidospermum                                                    |
|  |                                                                           |

|  | M. sect. Oyama         |
|  |                        |
|  | M. sect. Rytidospermum |
|  |                        |

|  | M. sect. Tulipastrum |
|  |                      |
|  | M. sect. Yuliana     |
|  |                      |

|  | M. sect. Maingola |
|  |                   |
|  | M. sect. Michelia |
|  |                   |

|  | M. sect. Tulipastrum |
|  |                      |
|  | M. sect. Yuliana     |
|  |                      |

|  | M. sect. Maingola |
|  |                   |
|  | M. sect. Michelia |
|  |                   |

|  | M. sect. Tulipastrum |
|  |                      |
|  | M. sect. Yuliana     |
|  |                      |

|  | M. sect. Maingola |
|  |                   |
|  | M. sect. Michelia |
|  |                   |

|  | M. sect. Tulipastrum |
|  |                      |
|  | M. sect. Yuliana     |
|  |                      |

|  | M. sect. Maingola |
|  |                   |
|  | M. sect. Michelia |
|  |                   |

|  | M. sect. Tulipastrum |
|  |                      |
|  | M. sect. Yuliana     |
|  |                      |

|  | M. sect. Maingola |
|  |                   |
|  | M. sect. Michelia |
|  |                   |

|  | M. sect. Tulipastrum |
|  |                      |
|  | M. sect. Yuliana     |
|  |                      |

|  | M. sect. Maingola |
|  |                   |
|  | M. sect. Michelia |
|  |                   |

|  | M. sect. Tulipastrum |
|  |                      |
|  | M. sect. Yuliana     |
|  |                      |

|  | M. sect. Maingola |
|  |                   |
|  | M. sect. Michelia |
|  |                   |

|  | M. sect. Tulipastrum |
|  |                      |
|  | M. sect. Yuliana     |
|  |                      |

|  | M. sect. Maingola |
|  |                   |
|  | M. sect. Michelia |
|  |                   |

|  | \| \| M. sect. Oyama \| \| \| \| \| \| M. sect. Rytidospermum \| \| \| \| |
|  |                                                                           |
|  | M. sect. Manglietia                                                       |
|  |                                                                           |
|  | M. sect. Oyama                                                            |
|  |                                                                           |
|  | M. sect. Rytidospermum                                                    |
|  |                                                                           |

|  | M. sect. Oyama         |
|  |                        |
|  | M. sect. Rytidospermum |
|  |                        |

|  | \| \| M. sect. Oyama \| \| \| \| \| \| M. sect. Rytidospermum \| \| \| \| |
|  |                                                                           |
|  | M. sect. Manglietia                                                       |
|  |                                                                           |
|  | M. sect. Oyama                                                            |
|  |                                                                           |
|  | M. sect. Rytidospermum                                                    |
|  |                                                                           |

|  | M. sect. Oyama         |
|  |                        |
|  | M. sect. Rytidospermum |
|  |                        |

|  | M. sect. Tulipastrum |
|  |                      |
|  | M. sect. Yuliana     |
|  |                      |

|  | M. sect. Maingola |
|  |                   |
|  | M. sect. Michelia |
|  |                   |

|  | M. sect. Tulipastrum |
|  |                      |
|  | M. sect. Yuliana     |
|  |                      |

|  | M. sect. Maingola |
|  |                   |
|  | M. sect. Michelia |
|  |                   |

|  | M. sect. Tulipastrum |
|  |                      |
|  | M. sect. Yuliana     |
|  |                      |

|  | M. sect. Maingola |
|  |                   |
|  | M. sect. Michelia |
|  |                   |

|  | M. sect. Tulipastrum |
|  |                      |
|  | M. sect. Yuliana     |
|  |                      |

|  | M. sect. Maingola |
|  |                   |
|  | M. sect. Michelia |
|  |                   |

|  | M. sect. Tulipastrum |
|  |                      |
|  | M. sect. Yuliana     |
|  |                      |

|  | M. sect. Maingola |
|  |                   |
|  | M. sect. Michelia |
|  |                   |

|  | M. sect. Tulipastrum |
|  |                      |
|  | M. sect. Yuliana     |
|  |                      |

|  | M. sect. Maingola |
|  |                   |
|  | M. sect. Michelia |
|  |                   |

|  | M. sect. Tulipastrum |
|  |                      |
|  | M. sect. Yuliana     |
|  |                      |

|  | M. sect. Maingola |
|  |                   |
|  | M. sect. Michelia |
|  |                   |

|  | M. sect. Tulipastrum |
|  |                      |
|  | M. sect. Yuliana     |
|  |                      |

|  | M. sect. Maingola |
|  |                   |
|  | M. sect. Michelia |
|  |                   |

|  | \| \| M. sect. Splendentes \| \| \| \| \| \| M. sect. Talauma \| \| \| \| |
|  |                                                                           |
|  | M. sect. Gwillimia                                                        |
|  |                                                                           |
|  | M. sect. Splendentes                                                      |
|  |                                                                           |
|  | M. sect. Talauma                                                          |
|  |                                                                           |

|  | M. sect. Splendentes |
|  |                      |
|  | M. sect. Talauma     |
|  |                      |

|  | M. sect. Tuliparia   |
|  |                      |
|  | M. sect. Macrophylla |
|  |                      |

|  | \| \| M. sect. Oyama \| \| \| \| \| \| M. sect. Rytidospermum \| \| \| \| |
|  |                                                                           |
|  | M. sect. Manglietia                                                       |
|  |                                                                           |
|  | M. sect. Oyama                                                            |
|  |                                                                           |
|  | M. sect. Rytidospermum                                                    |
|  |                                                                           |

|  | M. sect. Oyama         |
|  |                        |
|  | M. sect. Rytidospermum |
|  |                        |

|  | \| \| M. sect. Oyama \| \| \| \| \| \| M. sect. Rytidospermum \| \| \| \| |
|  |                                                                           |
|  | M. sect. Manglietia                                                       |
|  |                                                                           |
|  | M. sect. Oyama                                                            |
|  |                                                                           |
|  | M. sect. Rytidospermum                                                    |
|  |                                                                           |

|  | M. sect. Oyama         |
|  |                        |
|  | M. sect. Rytidospermum |
|  |                        |

|  | M. sect. Tulipastrum |
|  |                      |
|  | M. sect. Yuliana     |
|  |                      |

|  | M. sect. Maingola |
|  |                   |
|  | M. sect. Michelia |
|  |                   |

|  | M. sect. Tulipastrum |
|  |                      |
|  | M. sect. Yuliana     |
|  |                      |

|  | M. sect. Maingola |
|  |                   |
|  | M. sect. Michelia |
|  |                   |

|  | M. sect. Tulipastrum |
|  |                      |
|  | M. sect. Yuliana     |
|  |                      |

|  | M. sect. Maingola |
|  |                   |
|  | M. sect. Michelia |
|  |                   |

|  | M. sect. Tulipastrum |
|  |                      |
|  | M. sect. Yuliana     |
|  |                      |

|  | M. sect. Maingola |
|  |                   |
|  | M. sect. Michelia |
|  |                   |

|  | M. sect. Tulipastrum |
|  |                      |
|  | M. sect. Yuliana     |
|  |                      |

|  | M. sect. Maingola |
|  |                   |
|  | M. sect. Michelia |
|  |                   |

|  | M. sect. Tulipastrum |
|  |                      |
|  | M. sect. Yuliana     |
|  |                      |

|  | M. sect. Maingola |
|  |                   |
|  | M. sect. Michelia |
|  |                   |

|  | M. sect. Tulipastrum |
|  |                      |
|  | M. sect. Yuliana     |
|  |                      |

|  | M. sect. Maingola |
|  |                   |
|  | M. sect. Michelia |
|  |                   |

|  | M. sect. Tulipastrum |
|  |                      |
|  | M. sect. Yuliana     |
|  |                      |

|  | M. sect. Maingola |
|  |                   |
|  | M. sect. Michelia |
|  |                   |

|  | \| \| M. sect. Oyama \| \| \| \| \| \| M. sect. Rytidospermum \| \| \| \| |
|  |                                                                           |
|  | M. sect. Manglietia                                                       |
|  |                                                                           |
|  | M. sect. Oyama                                                            |
|  |                                                                           |
|  | M. sect. Rytidospermum                                                    |
|  |                                                                           |

|  | M. sect. Oyama         |
|  |                        |
|  | M. sect. Rytidospermum |
|  |                        |

|  | \| \| M. sect. Oyama \| \| \| \| \| \| M. sect. Rytidospermum \| \| \| \| |
|  |                                                                           |
|  | M. sect. Manglietia                                                       |
|  |                                                                           |
|  | M. sect. Oyama                                                            |
|  |                                                                           |
|  | M. sect. Rytidospermum                                                    |
|  |                                                                           |

|  | M. sect. Oyama         |
|  |                        |
|  | M. sect. Rytidospermum |
|  |                        |

|  | M. sect. Tulipastrum |
|  |                      |
|  | M. sect. Yuliana     |
|  |                      |

|  | M. sect. Maingola |
|  |                   |
|  | M. sect. Michelia |
|  |                   |

|  | M. sect. Tulipastrum |
|  |                      |
|  | M. sect. Yuliana     |
|  |                      |

|  | M. sect. Maingola |
|  |                   |
|  | M. sect. Michelia |
|  |                   |

|  | M. sect. Tulipastrum |
|  |                      |
|  | M. sect. Yuliana     |
|  |                      |

|  | M. sect. Maingola |
|  |                   |
|  | M. sect. Michelia |
|  |                   |

|  | M. sect. Tulipastrum |
|  |                      |
|  | M. sect. Yuliana     |
|  |                      |

|  | M. sect. Maingola |
|  |                   |
|  | M. sect. Michelia |
|  |                   |

|  | M. sect. Tulipastrum |
|  |                      |
|  | M. sect. Yuliana     |
|  |                      |

|  | M. sect. Maingola |
|  |                   |
|  | M. sect. Michelia |
|  |                   |

|  | M. sect. Tulipastrum |
|  |                      |
|  | M. sect. Yuliana     |
|  |                      |

|  | M. sect. Maingola |
|  |                   |
|  | M. sect. Michelia |
|  |                   |

|  | M. sect. Tulipastrum |
|  |                      |
|  | M. sect. Yuliana     |
|  |                      |

|  | M. sect. Maingola |
|  |                   |
|  | M. sect. Michelia |
|  |                   |

|  | M. sect. Tulipastrum |
|  |                      |
|  | M. sect. Yuliana     |
|  |                      |

|  | M. sect. Maingola |
|  |                   |
|  | M. sect. Michelia |
|  |                   |

|  | M. sect. Tuliparia   |
|  |                      |
|  | M. sect. Macrophylla |
|  |                      |

|  | \| \| M. sect. Oyama \| \| \| \| \| \| M. sect. Rytidospermum \| \| \| \| |
|  |                                                                           |
|  | M. sect. Manglietia                                                       |
|  |                                                                           |
|  | M. sect. Oyama                                                            |
|  |                                                                           |
|  | M. sect. Rytidospermum                                                    |
|  |                                                                           |

|  | M. sect. Oyama         |
|  |                        |
|  | M. sect. Rytidospermum |
|  |                        |

|  | \| \| M. sect. Oyama \| \| \| \| \| \| M. sect. Rytidospermum \| \| \| \| |
|  |                                                                           |
|  | M. sect. Manglietia                                                       |
|  |                                                                           |
|  | M. sect. Oyama                                                            |
|  |                                                                           |
|  | M. sect. Rytidospermum                                                    |
|  |                                                                           |

|  | M. sect. Oyama         |
|  |                        |
|  | M. sect. Rytidospermum |
|  |                        |

|  | M. sect. Tulipastrum |
|  |                      |
|  | M. sect. Yuliana     |
|  |                      |

|  | M. sect. Maingola |
|  |                   |
|  | M. sect. Michelia |
|  |                   |

|  | M. sect. Tulipastrum |
|  |                      |
|  | M. sect. Yuliana     |
|  |                      |

|  | M. sect. Maingola |
|  |                   |
|  | M. sect. Michelia |
|  |                   |

|  | M. sect. Tulipastrum |
|  |                      |
|  | M. sect. Yuliana     |
|  |                      |

|  | M. sect. Maingola |
|  |                   |
|  | M. sect. Michelia |
|  |                   |

|  | M. sect. Tulipastrum |
|  |                      |
|  | M. sect. Yuliana     |
|  |                      |

|  | M. sect. Maingola |
|  |                   |
|  | M. sect. Michelia |
|  |                   |

|  | M. sect. Tulipastrum |
|  |                      |
|  | M. sect. Yuliana     |
|  |                      |

|  | M. sect. Maingola |
|  |                   |
|  | M. sect. Michelia |
|  |                   |

|  | M. sect. Tulipastrum |
|  |                      |
|  | M. sect. Yuliana     |
|  |                      |

|  | M. sect. Maingola |
|  |                   |
|  | M. sect. Michelia |
|  |                   |

|  | M. sect. Tulipastrum |
|  |                      |
|  | M. sect. Yuliana     |
|  |                      |

|  | M. sect. Maingola |
|  |                   |
|  | M. sect. Michelia |
|  |                   |

|  | M. sect. Tulipastrum |
|  |                      |
|  | M. sect. Yuliana     |
|  |                      |

|  | M. sect. Maingola |
|  |                   |
|  | M. sect. Michelia |
|  |                   |

|  | \| \| M. sect. Oyama \| \| \| \| \| \| M. sect. Rytidospermum \| \| \| \| |
|  |                                                                           |
|  | M. sect. Manglietia                                                       |
|  |                                                                           |
|  | M. sect. Oyama                                                            |
|  |                                                                           |
|  | M. sect. Rytidospermum                                                    |
|  |                                                                           |

|  | M. sect. Oyama         |
|  |                        |
|  | M. sect. Rytidospermum |
|  |                        |

|  | \| \| M. sect. Oyama \| \| \| \| \| \| M. sect. Rytidospermum \| \| \| \| |
|  |                                                                           |
|  | M. sect. Manglietia                                                       |
|  |                                                                           |
|  | M. sect. Oyama                                                            |
|  |                                                                           |
|  | M. sect. Rytidospermum                                                    |
|  |                                                                           |

|  | M. sect. Oyama         |
|  |                        |
|  | M. sect. Rytidospermum |
|  |                        |

|  | M. sect. Tulipastrum |
|  |                      |
|  | M. sect. Yuliana     |
|  |                      |

|  | M. sect. Maingola |
|  |                   |
|  | M. sect. Michelia |
|  |                   |

|  | M. sect. Tulipastrum |
|  |                      |
|  | M. sect. Yuliana     |
|  |                      |

|  | M. sect. Maingola |
|  |                   |
|  | M. sect. Michelia |
|  |                   |

|  | M. sect. Tulipastrum |
|  |                      |
|  | M. sect. Yuliana     |
|  |                      |

|  | M. sect. Maingola |
|  |                   |
|  | M. sect. Michelia |
|  |                   |

|  | M. sect. Tulipastrum |
|  |                      |
|  | M. sect. Yuliana     |
|  |                      |

|  | M. sect. Maingola |
|  |                   |
|  | M. sect. Michelia |
|  |                   |

|  | M. sect. Tulipastrum |
|  |                      |
|  | M. sect. Yuliana     |
|  |                      |

|  | M. sect. Maingola |
|  |                   |
|  | M. sect. Michelia |
|  |                   |

|  | M. sect. Tulipastrum |
|  |                      |
|  | M. sect. Yuliana     |
|  |                      |

|  | M. sect. Maingola |
|  |                   |
|  | M. sect. Michelia |
|  |                   |

|  | M. sect. Tulipastrum |
|  |                      |
|  | M. sect. Yuliana     |
|  |                      |

|  | M. sect. Maingola |
|  |                   |
|  | M. sect. Michelia |
|  |                   |

|  | M. sect. Tulipastrum |
|  |                      |
|  | M. sect. Yuliana     |
|  |                      |

|  | M. sect. Maingola |
|  |                   |
|  | M. sect. Michelia |
|  |                   |

|  | \| \| M. sect. Splendentes \| \| \| \| \| \| M. sect. Talauma \| \| \| \| |
|  |                                                                           |
|  | M. sect. Gwillimia                                                        |
|  |                                                                           |
|  | M. sect. Splendentes                                                      |
|  |                                                                           |
|  | M. sect. Talauma                                                          |
|  |                                                                           |

|  | M. sect. Splendentes |
|  |                      |
|  | M. sect. Talauma     |
|  |                      |

|  | M. sect. Tuliparia   |
|  |                      |
|  | M. sect. Macrophylla |
|  |                      |

|  | \| \| M. sect. Oyama \| \| \| \| \| \| M. sect. Rytidospermum \| \| \| \| |
|  |                                                                           |
|  | M. sect. Manglietia                                                       |
|  |                                                                           |
|  | M. sect. Oyama                                                            |
|  |                                                                           |
|  | M. sect. Rytidospermum                                                    |
|  |                                                                           |

|  | M. sect. Oyama         |
|  |                        |
|  | M. sect. Rytidospermum |
|  |                        |

|  | \| \| M. sect. Oyama \| \| \| \| \| \| M. sect. Rytidospermum \| \| \| \| |
|  |                                                                           |
|  | M. sect. Manglietia                                                       |
|  |                                                                           |
|  | M. sect. Oyama                                                            |
|  |                                                                           |
|  | M. sect. Rytidospermum                                                    |
|  |                                                                           |

|  | M. sect. Oyama         |
|  |                        |
|  | M. sect. Rytidospermum |
|  |                        |

|  | M. sect. Tulipastrum |
|  |                      |
|  | M. sect. Yuliana     |
|  |                      |

|  | M. sect. Maingola |
|  |                   |
|  | M. sect. Michelia |
|  |                   |

|  | M. sect. Tulipastrum |
|  |                      |
|  | M. sect. Yuliana     |
|  |                      |

|  | M. sect. Maingola |
|  |                   |
|  | M. sect. Michelia |
|  |                   |

|  | M. sect. Tulipastrum |
|  |                      |
|  | M. sect. Yuliana     |
|  |                      |

|  | M. sect. Maingola |
|  |                   |
|  | M. sect. Michelia |
|  |                   |

|  | M. sect. Tulipastrum |
|  |                      |
|  | M. sect. Yuliana     |
|  |                      |

|  | M. sect. Maingola |
|  |                   |
|  | M. sect. Michelia |
|  |                   |

|  | M. sect. Tulipastrum |
|  |                      |
|  | M. sect. Yuliana     |
|  |                      |

|  | M. sect. Maingola |
|  |                   |
|  | M. sect. Michelia |
|  |                   |

|  | M. sect. Tulipastrum |
|  |                      |
|  | M. sect. Yuliana     |
|  |                      |

|  | M. sect. Maingola |
|  |                   |
|  | M. sect. Michelia |
|  |                   |

|  | M. sect. Tulipastrum |
|  |                      |
|  | M. sect. Yuliana     |
|  |                      |

|  | M. sect. Maingola |
|  |                   |
|  | M. sect. Michelia |
|  |                   |

|  | M. sect. Tulipastrum |
|  |                      |
|  | M. sect. Yuliana     |
|  |                      |

|  | M. sect. Maingola |
|  |                   |
|  | M. sect. Michelia |
|  |                   |

|  | \| \| M. sect. Oyama \| \| \| \| \| \| M. sect. Rytidospermum \| \| \| \| |
|  |                                                                           |
|  | M. sect. Manglietia                                                       |
|  |                                                                           |
|  | M. sect. Oyama                                                            |
|  |                                                                           |
|  | M. sect. Rytidospermum                                                    |
|  |                                                                           |

|  | M. sect. Oyama         |
|  |                        |
|  | M. sect. Rytidospermum |
|  |                        |

|  | \| \| M. sect. Oyama \| \| \| \| \| \| M. sect. Rytidospermum \| \| \| \| |
|  |                                                                           |
|  | M. sect. Manglietia                                                       |
|  |                                                                           |
|  | M. sect. Oyama                                                            |
|  |                                                                           |
|  | M. sect. Rytidospermum                                                    |
|  |                                                                           |

|  | M. sect. Oyama         |
|  |                        |
|  | M. sect. Rytidospermum |
|  |                        |

|  | M. sect. Tulipastrum |
|  |                      |
|  | M. sect. Yuliana     |
|  |                      |

|  | M. sect. Maingola |
|  |                   |
|  | M. sect. Michelia |
|  |                   |

|  | M. sect. Tulipastrum |
|  |                      |
|  | M. sect. Yuliana     |
|  |                      |

|  | M. sect. Maingola |
|  |                   |
|  | M. sect. Michelia |
|  |                   |

|  | M. sect. Tulipastrum |
|  |                      |
|  | M. sect. Yuliana     |
|  |                      |

|  | M. sect. Maingola |
|  |                   |
|  | M. sect. Michelia |
|  |                   |

|  | M. sect. Tulipastrum |
|  |                      |
|  | M. sect. Yuliana     |
|  |                      |

|  | M. sect. Maingola |
|  |                   |
|  | M. sect. Michelia |
|  |                   |

|  | M. sect. Tulipastrum |
|  |                      |
|  | M. sect. Yuliana     |
|  |                      |

|  | M. sect. Maingola |
|  |                   |
|  | M. sect. Michelia |
|  |                   |

|  | M. sect. Tulipastrum |
|  |                      |
|  | M. sect. Yuliana     |
|  |                      |

|  | M. sect. Maingola |
|  |                   |
|  | M. sect. Michelia |
|  |                   |

|  | M. sect. Tulipastrum |
|  |                      |
|  | M. sect. Yuliana     |
|  |                      |

|  | M. sect. Maingola |
|  |                   |
|  | M. sect. Michelia |
|  |                   |

|  | M. sect. Tulipastrum |
|  |                      |
|  | M. sect. Yuliana     |
|  |                      |

|  | M. sect. Maingola |
|  |                   |
|  | M. sect. Michelia |
|  |                   |

|  | M. sect. Tuliparia   |
|  |                      |
|  | M. sect. Macrophylla |
|  |                      |

|  | \| \| M. sect. Oyama \| \| \| \| \| \| M. sect. Rytidospermum \| \| \| \| |
|  |                                                                           |
|  | M. sect. Manglietia                                                       |
|  |                                                                           |
|  | M. sect. Oyama                                                            |
|  |                                                                           |
|  | M. sect. Rytidospermum                                                    |
|  |                                                                           |

|  | M. sect. Oyama         |
|  |                        |
|  | M. sect. Rytidospermum |
|  |                        |

|  | \| \| M. sect. Oyama \| \| \| \| \| \| M. sect. Rytidospermum \| \| \| \| |
|  |                                                                           |
|  | M. sect. Manglietia                                                       |
|  |                                                                           |
|  | M. sect. Oyama                                                            |
|  |                                                                           |
|  | M. sect. Rytidospermum                                                    |
|  |                                                                           |

|  | M. sect. Oyama         |
|  |                        |
|  | M. sect. Rytidospermum |
|  |                        |

|  | M. sect. Tulipastrum |
|  |                      |
|  | M. sect. Yuliana     |
|  |                      |

|  | M. sect. Maingola |
|  |                   |
|  | M. sect. Michelia |
|  |                   |

|  | M. sect. Tulipastrum |
|  |                      |
|  | M. sect. Yuliana     |
|  |                      |

|  | M. sect. Maingola |
|  |                   |
|  | M. sect. Michelia |
|  |                   |

|  | M. sect. Tulipastrum |
|  |                      |
|  | M. sect. Yuliana     |
|  |                      |

|  | M. sect. Maingola |
|  |                   |
|  | M. sect. Michelia |
|  |                   |

|  | M. sect. Tulipastrum |
|  |                      |
|  | M. sect. Yuliana     |
|  |                      |

|  | M. sect. Maingola |
|  |                   |
|  | M. sect. Michelia |
|  |                   |

|  | M. sect. Tulipastrum |
|  |                      |
|  | M. sect. Yuliana     |
|  |                      |

|  | M. sect. Maingola |
|  |                   |
|  | M. sect. Michelia |
|  |                   |

|  | M. sect. Tulipastrum |
|  |                      |
|  | M. sect. Yuliana     |
|  |                      |

|  | M. sect. Maingola |
|  |                   |
|  | M. sect. Michelia |
|  |                   |

|  | M. sect. Tulipastrum |
|  |                      |
|  | M. sect. Yuliana     |
|  |                      |

|  | M. sect. Maingola |
|  |                   |
|  | M. sect. Michelia |
|  |                   |

|  | M. sect. Tulipastrum |
|  |                      |
|  | M. sect. Yuliana     |
|  |                      |

|  | M. sect. Maingola |
|  |                   |
|  | M. sect. Michelia |
|  |                   |

|  | \| \| M. sect. Oyama \| \| \| \| \| \| M. sect. Rytidospermum \| \| \| \| |
|  |                                                                           |
|  | M. sect. Manglietia                                                       |
|  |                                                                           |
|  | M. sect. Oyama                                                            |
|  |                                                                           |
|  | M. sect. Rytidospermum                                                    |
|  |                                                                           |

|  | M. sect. Oyama         |
|  |                        |
|  | M. sect. Rytidospermum |
|  |                        |

|  | \| \| M. sect. Oyama \| \| \| \| \| \| M. sect. Rytidospermum \| \| \| \| |
|  |                                                                           |
|  | M. sect. Manglietia                                                       |
|  |                                                                           |
|  | M. sect. Oyama                                                            |
|  |                                                                           |
|  | M. sect. Rytidospermum                                                    |
|  |                                                                           |

|  | M. sect. Oyama         |
|  |                        |
|  | M. sect. Rytidospermum |
|  |                        |

|  | M. sect. Tulipastrum |
|  |                      |
|  | M. sect. Yuliana     |
|  |                      |

|  | M. sect. Maingola |
|  |                   |
|  | M. sect. Michelia |
|  |                   |

|  | M. sect. Tulipastrum |
|  |                      |
|  | M. sect. Yuliana     |
|  |                      |

|  | M. sect. Maingola |
|  |                   |
|  | M. sect. Michelia |
|  |                   |

|  | M. sect. Tulipastrum |
|  |                      |
|  | M. sect. Yuliana     |
|  |                      |

|  | M. sect. Maingola |
|  |                   |
|  | M. sect. Michelia |
|  |                   |

|  | M. sect. Tulipastrum |
|  |                      |
|  | M. sect. Yuliana     |
|  |                      |

|  | M. sect. Maingola |
|  |                   |
|  | M. sect. Michelia |
|  |                   |

|  | M. sect. Tulipastrum |
|  |                      |
|  | M. sect. Yuliana     |
|  |                      |

|  | M. sect. Maingola |
|  |                   |
|  | M. sect. Michelia |
|  |                   |

|  | M. sect. Tulipastrum |
|  |                      |
|  | M. sect. Yuliana     |
|  |                      |

|  | M. sect. Maingola |
|  |                   |
|  | M. sect. Michelia |
|  |                   |

|  | M. sect. Tulipastrum |
|  |                      |
|  | M. sect. Yuliana     |
|  |                      |

|  | M. sect. Maingola |
|  |                   |
|  | M. sect. Michelia |
|  |                   |

|  | M. sect. Tulipastrum |
|  |                      |
|  | M. sect. Yuliana     |
|  |                      |

|  | M. sect. Maingola |
|  |                   |
|  | M. sect. Michelia |
|  |                   |

## Répartition
Les magnolias sont originaires d'Extrême-Orient (Japon, Chine), d'Asie centrale (Himalaya), d'Amérique du Nord (Sud des États-Unis), et d'Amérique centrale. Ils ont été largement acclimatés en Europe.
Céleste de Chateaubriand écrit : "L'impératrice Joséphine...nous fit présent de plusieurs arbustes et surtout d'un magnolia à fleurs pourpres, le seul qu'il y eût alors en France après celui qui lui restait à la Malmaison". (Souvenirs de Mme de Chateaubriand, p.44).
Ces arbres se plaisent plutôt dans des sols frais, humifères, au pH neutre. Certaines espèces supportent des pH supérieurs à 7, mais redoutent le calcaire actif.

## Liste des espèces

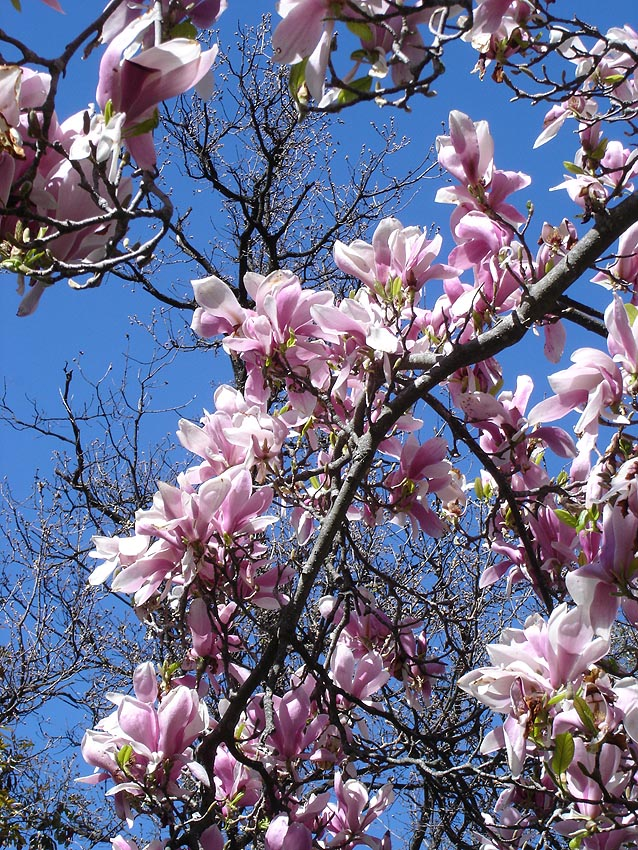
Magnolia de Soulange.

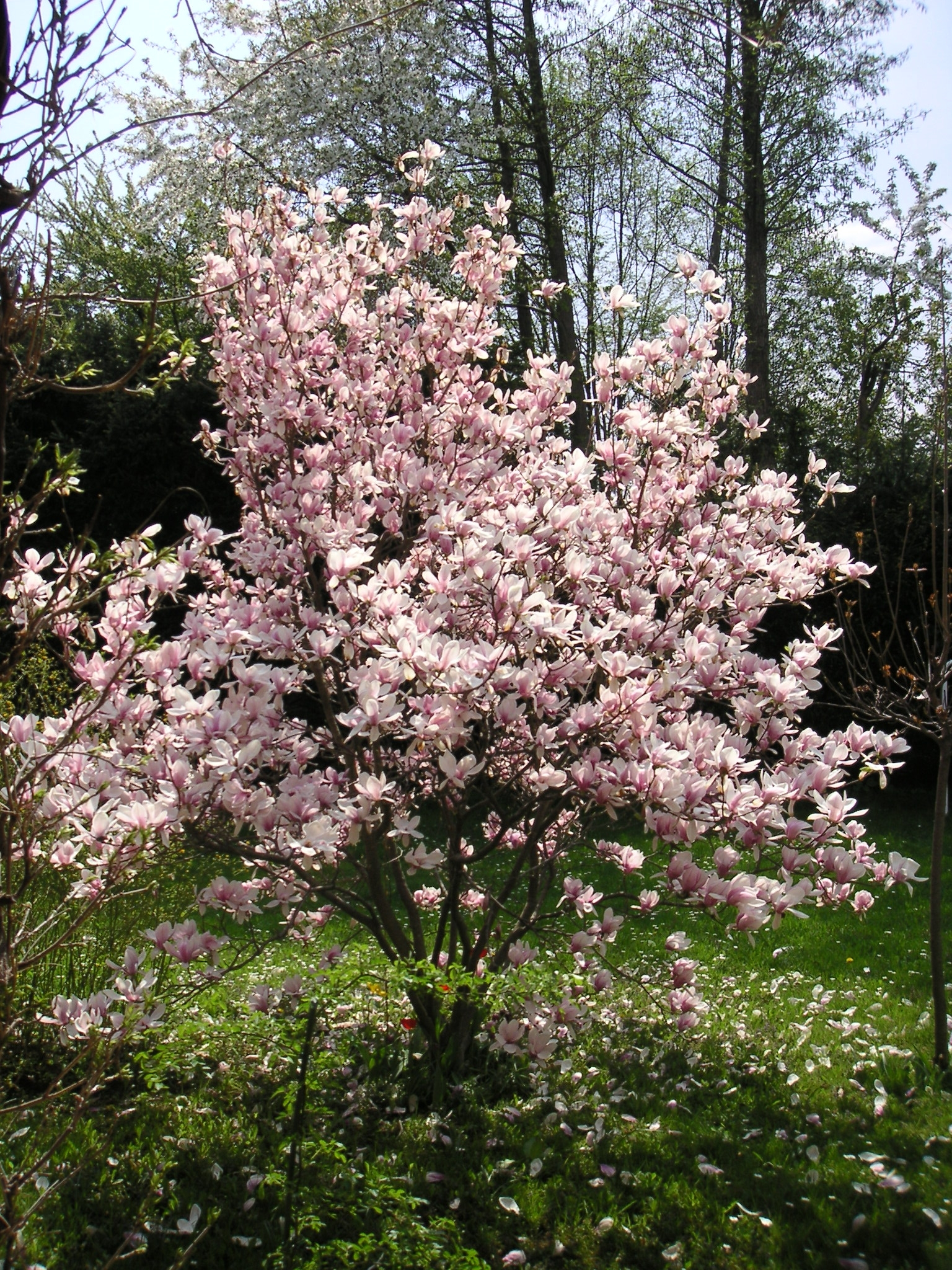
Magnolia en fleur.

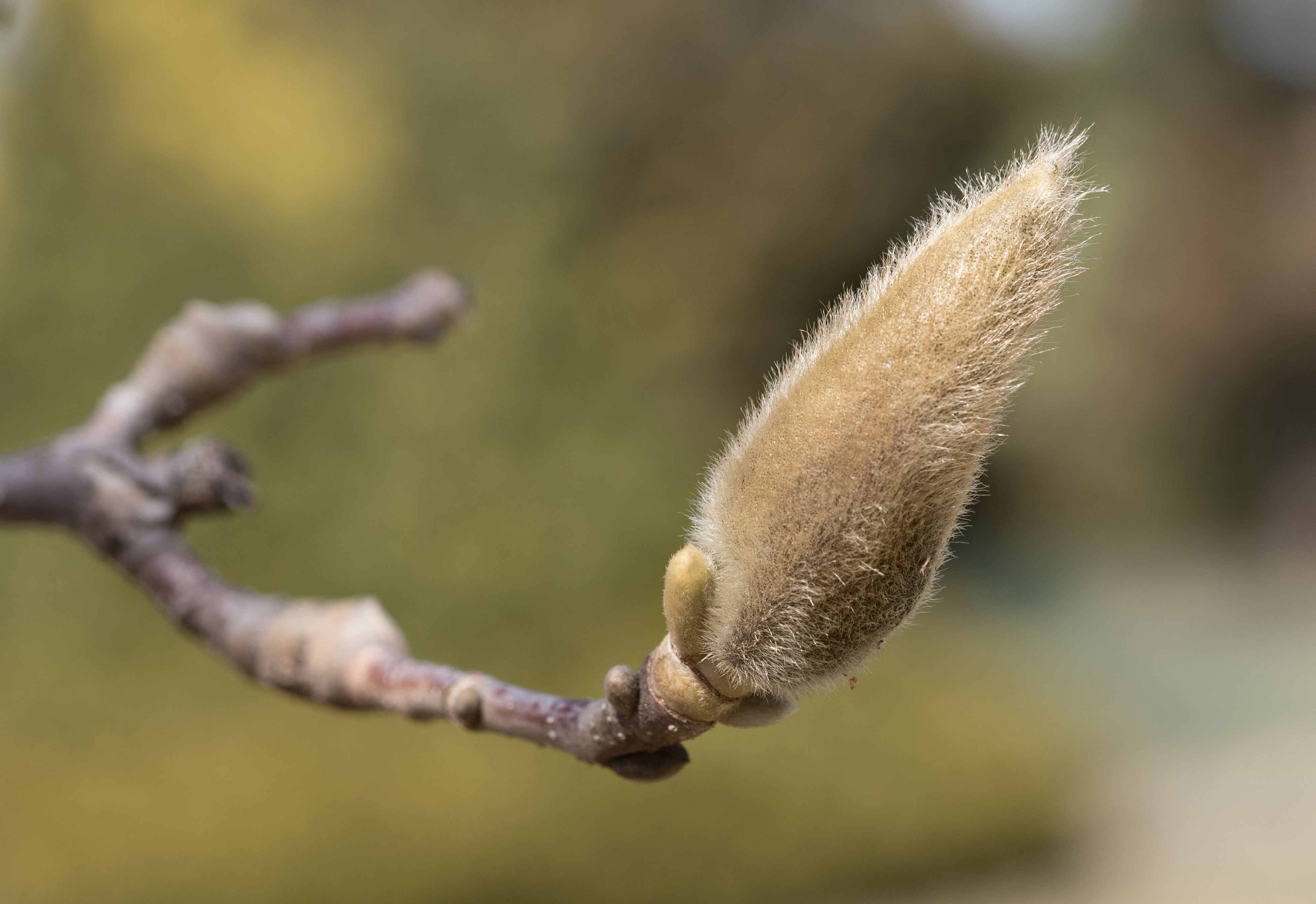
Bourgeon de Magnolia ×veitchii (jardin botanique de Brooklyn).

Selon Catalogue of Life (24 août 2014) :
- Magnolia acuminata
- Magnolia albosericea
- Magnolia allenii
- Magnolia amazonica
- Magnolia amoena
- Magnolia angatensis
- Magnolia angustioblonga
- Magnolia annamensis
- Magnolia arcabucoana
- Magnolia argyrothricha
- Magnolia aromatica
- Magnolia ashtonii
- Magnolia baillonii
- Magnolia balansae
- Magnolia banghamii
- Magnolia bankardiorum
- Magnolia bawangensis
- Magnolia beccarii
- Magnolia betongensis
- Magnolia bintuluensis
- Magnolia biondii
- Magnolia blaoensis
- Magnolia blumei
- Magnolia boliviana
- Magnolia borneensis
- Magnolia braianensis
- Magnolia calimaensis
- Magnolia calophylla
- Magnolia calophylloides
- Magnolia campbellii
- Magnolia cararensis
- Magnolia caricifragrans
- Magnolia carsonii
- Magnolia cathcartii
- Magnolia cavaleriei
- Magnolia caveana
- Magnolia cespedesii
- Magnolia champaca
- Magnolia championii
- Magnolia changhungtana
- Magnolia chapensis
- Magnolia chevalieri
- Magnolia chimantensis
- Magnolia chocoensis
- Magnolia citrata
- Magnolia clemensiorum
- Magnolia coco
- Magnolia colombiana
- Magnolia compressa
- Magnolia conifera
- Magnolia coriacea
- Magnolia coronata
- Magnolia crassipes
- Magnolia cristalensis
- Magnolia cubensis
- Magnolia cylindrica
- Magnolia dandyi
- Magnolia dawsoniana
- Magnolia decidua
- Magnolia delavayi
- Magnolia denudata
- Magnolia dixonii
- Magnolia dodecapetala
- Magnolia doltsopa
- Magnolia domingensis
- Magnolia duclouxii
- Magnolia duperreana
- Magnolia ekmanii
- Magnolia elegans
- Magnolia elegantifolia
- Magnolia elliptigemmata
- Magnolia emarginata
- Magnolia ernestii
- Magnolia espinalii
- Magnolia figlarii
- Magnolia figo
- Magnolia fistulosa
- Magnolia flaviflora
- Magnolia floribunda
- Magnolia fordiana
- Magnolia foveolata
- Magnolia fraseri
- Magnolia fujianensis
- Magnolia fulva
- Magnolia garrettii
- Magnolia georgii
- Magnolia gigantifolia
- Magnolia gilbertoi
- Magnolia globosa
- Magnolia gloriensis
- Magnolia grandiflora
- Magnolia grandis
- Magnolia griffithii
- Magnolia guangdongensis
- Magnolia guangxiensis
- Magnolia guatapensis
- Magnolia guatemalensis
- Magnolia guerrerensis
- Magnolia gustavii
- Magnolia hamorii
- Magnolia henaoi
- Magnolia henryi
- Magnolia hernandezii
- Magnolia hodgsonii
- Magnolia hongheensis
- Magnolia hookeri
- Magnolia hypolampra
- Magnolia iltisiana
- Magnolia insignis
- Magnolia irwiniana
- Magnolia iteophylla
- Magnolia jardinensis
- Magnolia jigongshanensis
- Magnolia kachirachirai
- Magnolia katiorum
- Magnolia kingii
- Magnolia kisopa
- Magnolia kobus
- Magnolia koordersiana
- Magnolia krusei
- Magnolia kwangsiensis
- Magnolia kwangtungensis
- Magnolia lacei
- Magnolia laevifolia
- Magnolia lanuginosa
- Magnolia lanuginosoides
- Magnolia lasia
- Magnolia lenticellata
- Magnolia leveilleana
- Magnolia liliifera
- Magnolia liliiflora
- Magnolia longipedunculata
- Magnolia lotungensis
- Magnolia lucida
- Magnolia macclurei
- Magnolia macklottii
- Magnolia macrophylla
- Magnolia magnifolia
- Magnolia mahechae
- Magnolia mannii
- Magnolia mariusjacobsia
- Magnolia martini
- Magnolia masticata
- Magnolia maudiae
- Magnolia mediocris
- Magnolia mexicana
- Magnolia minor
- Magnolia mirifolia
- Magnolia montana
- Magnolia morii
- Magnolia multiflora
- Magnolia nana
- Magnolia narinensis
- Magnolia neillii
- Magnolia nilagirica
- Magnolia nitida
- Magnolia oblonga
- Magnolia obovalifolia
- Magnolia obovata
- Magnolia odora
- Magnolia odoratissima
- Magnolia officinalis
- Magnolia omeiensis
- Magnolia opipara
- Magnolia ovata
- Magnolia ovoidea
- Magnolia pacifica
- Magnolia pahangensis
- Magnolia pallescens
- Magnolia panamensis
- Magnolia patungensis
- Magnolia pealiana
- Magnolia persuaveolens
- Magnolia philippinensis
- Magnolia platyphylla
- Magnolia pleiocarpa
- Magnolia poasana
- Magnolia polyhypsophylla
- Magnolia portoricensis
- Magnolia praecalva
- Magnolia proctoriana
- Magnolia ptaritepuiana
- Magnolia pterocarpa
- Magnolia pubescens
- Magnolia pugana
- Magnolia punduana
- Magnolia rabaniana
- Magnolia rajaniana
- Magnolia rimachii
- Magnolia rostrata
- Magnolia rufibarbata
- Magnolia sabahensis
- Magnolia salicifolia
- Magnolia sambuensis
- Magnolia santanderiana
- Magnolia sapaensis
- Magnolia sarawakensis
- Magnolia sargentiana
- Magnolia schiedeana
- Magnolia scortechinii
- Magnolia sellowiana
- Magnolia sharpii
- Magnolia shiluensis
- Magnolia siamensis
- Magnolia sieboldii
- Magnolia silvioi
- Magnolia singapurensis
- Magnolia sinica
- Magnolia sirindhorniae
- Magnolia sororum
- Magnolia x soulangeana
- Magnolia sphaerantha
- Magnolia splendens
- Magnolia sprengeri
- Magnolia stellata
- Magnolia striatifolia
- Magnolia sumatrae
- Magnolia tamaulipana
- Magnolia thailandica
- Magnolia tripetala
- Magnolia tsiampacca
- Magnolia urraoensis
- Magnolia utilis
- Magnolia vazquezii
- Magnolia venezuelensis
- Magnolia ventii
- Magnolia villosa
- Magnolia virginiana
- Magnolia virolinensis
- Magnolia vrieseana
- Magnolia wilsonii
- Magnolia wolfii
- Magnolia wugangensis
- Magnolia xanthantha
- Magnolia xiana
- Magnolia xinganensis
- Magnolia yarumalensis
- Magnolia yoroconte
- Magnolia yunnanensis
- Magnolia yuyuanensis
- Magnolia zenii
- Magnolia zhengyiana

Selon GRIN (24 août 2014) :
- Magnolia acuminata (L.) L.
- Magnolia ×alba (DC.) Figlar
- Magnolia ashei Weath.
- Magnolia biondii Pamp.
- Magnolia blumei Prantl
- Magnolia campbellii Hook. f. & Thomson
- Magnolia cathcartii (Hook. f. & Thomson) Noot.
- Magnolia cavaleriei (Finet & Gagnep.) Figlar
- Magnolia champaca (L.) Baill. ex Pierre
- Magnolia championii Benth.
- Magnolia compressa Maxim.
- Magnolia cylindrica E. H. Wilson
- Magnolia dawsoniana Rehder & E. H. Wilson
- Magnolia delavayi Franch.
- Magnolia denudata Desr.
- Magnolia doltsopa (Buch.-Ham. ex DC.) Figlar
- Magnolia ernestii Figlar
- Magnolia figo (Lour.) DC.
- Magnolia ×foggii Figlar
- Magnolia foveolata (Merr. ex Dandy) Figlar
- Magnolia fraseri Walter
- Magnolia globosa Hook. f. & Thomson
- Magnolia grandiflora L.
- Magnolia guatemalensis Donn. Sm.
- Magnolia hybr.
- Magnolia hypolampra (Dandy) Figlar
- Magnolia kobus DC.
- Magnolia laevifolia (Y. W. Law & Y. F. Wu) Noot.
- Magnolia lanuginosa (Wall.) Figlar & Noot.
- Magnolia liliifera (L.) Baill.
- Magnolia liliiflora Desr.
- Magnolia ×loebneri Kache
- Magnolia macclurei (Dandy) Figlar
- Magnolia macrophylla Michx.
- Magnolia mexicana DC.
- Magnolia montana (Blume) Figlar
- Magnolia nilagirica (Zenker) Figlar
- Magnolia nitida W. W. Sm.
- Magnolia obovata Thunb.
- Magnolia odora (Chun) Figlar & Noot.
- Magnolia officinalis Rehder & E. H. Wilson
- Magnolia platyphylla (Merr.) Figlar & Noot.
- Magnolia pleiocarpa (Dandy) Figlar & Noot.
- Magnolia portoricensis Bello
- Magnolia praecalva (Dandy) Figlar & Noot.
- Magnolia pterocarpa Roxb.
- Magnolia pubescens (Merr.) Figlar & Noot.
- Magnolia pyramidata W. Bartram
- Magnolia rostrata W. W. Sm.
- Magnolia salicifolia (Siebold & Zucc.) Maxim.
- Magnolia sargentiana Rehder & E. H. Wilson
- Magnolia schiedeana Schltdl.
- Magnolia sharpii Miranda
- Magnolia sieboldii K. Koch
- Magnolia × soulangeana Soul.-Bod.
- Magnolia splendens Urb.
- Magnolia sprengeri Pamp.
- Magnolia stellata (Siebold & Zucc.) Maxim.
- Magnolia tamaulipana A. Vazquez
- Magnolia ×thompsoniana de Vos
- Magnolia tripetala (L.) L.
- Magnolia tsiampacca (L.) Figlar & Noot.
- Magnolia ×veitchii Bean
- Magnolia virginiana L.
- Magnolia vrieseana (Miq.) Baill. ex Pierre
- Magnolia ×wiesneri Carrière
- Magnolia wilsonii (Finet & Gagnep.) Rehder
- Magnolia yoroconte Dandy
- Magnolia zenii W. C. Cheng

Selon ITIS (24 août 2014) :
- Magnolia acuminata (L.) L.
- Magnolia ashei Weath.
- Magnolia champaca (L.) Baill. ex Pierre
- Magnolia dealbata Zucc.
- Magnolia denudata Desr.
- Magnolia doltsopa (Buch.-Ham. ex DC.) Figlar
- Magnolia fraseri Walter
- Magnolia grandiflora L.
- Magnolia kobus DC.
- Magnolia macrophylla Michx.
- Magnolia portoricensis Bello
- Magnolia pterocarpa Roxb.
- Magnolia pyramidata W. Bartram
- Magnolia × soulangeana Soul.-Bod.
- Magnolia splendens Urb.
- Magnolia stellata (Siebold & Zucc.) Maxim.
- Magnolia tripetala (L.) L.
- Magnolia virginiana L.

Selon World Checklist of Selected Plant Families (WCSP) (24 août 2014) :
- Magnolia acuminata (L.) L., Syst. Nat. ed. 10 (1759)
  - variété Magnolia acuminata var. acuminata
  - variété Magnolia acuminata var. subcordata (Spach) Dandy (1964)
- Magnolia albosericea Chun & C.H.Tsoong (1964)
- Magnolia allenii Standl., Publ. Field Mus. Nat. Hist. (1940)
- Magnolia amazonica (Ducke) Govaerts (1996)
- Magnolia amoena W.C.Cheng, Contrib. Biol. Lab. Chin. Assoc. Advancem. Sci. (1934)
- Magnolia angatensis Blanco (1837)
- Magnolia angustioblonga (Y.W.Law & Y.F.Wu) Figlar (2000)
- Magnolia annamensis Dandy (1930)
- Magnolia arcabucoana (Lozano) Govaerts (1996)
- Magnolia argyrothricha (Lozano) Govaerts (1996)
- Magnolia aromatica (Dandy) V.S.Kumar (2006)
- Magnolia ashtonii Dandy ex Noot. (1987)
- Magnolia baillonii Pierre (1880)
- Magnolia balansae A.DC., Bull. Herb. Boissier, sér. 2 (1904)
- Magnolia banghamii (Noot.) Figlar & Noot. (2004)
- Magnolia bankardiorum M.O.Dillon & Sánchez Vega (2009)
- Magnolia bawangensis Y.W.Law, R.Z.Zhou & D.M.Liu (2009)
- Magnolia beccarii (Ridl.)
- Magnolia betongensis (Craib) H.Keng (1978)
- Magnolia bidoupensis Q.N.Vu (2011)
- Magnolia bintuluensis (A.Agostini) Noot. (1987)
- Magnolia biondii Pamp., Nuovo Giorn. Bot. Ital., n.s. (1910)
- Magnolia blaoensis (Gagnep.) Dandy (1974)
- Magnolia boliviana (M.Nee) Govaerts (1996)
- Magnolia borneensis Noot. (1987)
- Magnolia braianensis (Gagnep.) Figlar (2000)
- Magnolia calimaensis (Lozano) Govaerts (1996)
- Magnolia calophylla (Lozano) Govaerts (1996)
- Magnolia calophylloides Figlar & Noot. (2004)
- Magnolia campbellii Hook.f. & Thomson (1855)
- Magnolia cararensis (Lozano) Govaerts (1996)
- Magnolia caricifragrans (Lozano) Govaerts (1996)
- Magnolia carsonii Dandy ex Noot. (1987)
  - variété Magnolia carsonii var. carsonii
  - variété Magnolia carsonii var. drymifolia Noot. (1987)
  - variété Magnolia carsonii var. phaulanta (Dandy ex Noot.) S.Kim & Noot. (2002)
- Magnolia cathcartii (Hook.f. & Thomson) Noot. (1985)
- Magnolia cavaleriei (Finet & Gagnep.) Figlar (2000)
  - variété Magnolia cavaleriei var. cavaleriei
  - variété Magnolia cavaleriei var. platypetala (Hand.-Mazz.)
- Magnolia caveana (Hook.f. & Thomson) D.C.S.Raju & M.P.Nayar (1980)
- Magnolia cespedesii (Triana & Planch.) Govaerts (1996)
- Magnolia champaca (L.) Baill. ex Pierre (1880)
  - variété Magnolia champaca var. champaca
  - variété Magnolia champaca var. pubinervia (Blume) Figlar & Noot. (2004)
- Magnolia championii Benth. (1861)
- Magnolia changhungtana Noot. (2008)
- Magnolia chapensis (Dandy) Sima (2001)
- Magnolia chevalieri (Dandy) V.S.Kumar (2006)
- Magnolia chimantensis Steyerm. & Maguire (1967)
- Magnolia chocoensis (Lozano) Govaerts (1996)
- Magnolia citrata Noot. & Chalermglin (2007)
- Magnolia clemensiorum Dandy (1930)
- Magnolia coco (Lour.) DC. (1817)
- Magnolia colombiana (Little) Govaerts (1996)
- Magnolia compressa Maxim. (1872)
- Magnolia conifera (Dandy) V.S.Kumar (2006)
  - variété Magnolia conifera var. chingii (Dandy) V.S.Kumar (2006)
  - variété Magnolia conifera var. conifera
- Magnolia coriacea (Hung T.Chang & B.L.Chen) Figlar (2000)
- Magnolia coronata M.Serna, C.Velásquez & Cogollo (2009)
- Magnolia crassipes (Y.W.Law) V.S.Kumar (2006)
- Magnolia cristalensis Bisse (1974)
- Magnolia cubensis Urb. (1899)
  - sous-espèce Magnolia cubensis subsp. acunae Imkhan. (1974)
  - sous-espèce Magnolia cubensis subsp. cacuminicola (Bisse) G.Klotz, Wiss. Z. Friedrich-Schiller-Univ. Jena (1980)
  - sous-espèce Magnolia cubensis subsp. cubensis
  - sous-espèce Magnolia cubensis subsp. turquinensis Imkhan. (1991)
- Magnolia cylindrica E.H.Wilson (1927)
- Magnolia dandyi Gagnep. (1939)
- Magnolia dawsoniana Rehder & E.H.Wilson (1913)
- Magnolia decidua (Q.Y.Zheng) V.S.Kumar (2006)
- Magnolia delavayi Franch. (1889)
- Magnolia denudata Desr. (1792)
- Magnolia dixonii (Little) Govaerts (1996)
- Magnolia dodecapetala (Lam.) Govaerts (1996)
- Magnolia doltsopa (Buch.-Ham. ex DC.) Figlar (2000)
- Magnolia domingensis Urb. (1914)
- Magnolia duclouxii (Finet & Gagnep.) Hu (1929)
- Magnolia duperreana Pierre (1880)
- Magnolia ekmanii Urb. (1931)
- Magnolia elegans (Blume) H.Keng (1978)
- Magnolia ×elegantifolia Noot. (2008)
- Magnolia elliptigemmata C.L.Guo & L.L.Huang (1992)
- Magnolia emarginata Urb. & Ekman (1931)
- Magnolia ernestii Figlar (2000)
  - sous-espèce Magnolia ernestii subsp. ernestii
  - sous-espèce Magnolia ernestii subsp. szechuanica (Dandy) Sima & Figlar (2001)
- Magnolia espinalii (Lozano) Govaerts (1996)
- Magnolia figlarii V.S.Kumar (2006)
- Magnolia figo (Lour.) DC. (1817)
  - variété Magnolia figo var. crassipes (Y.W.Law) Figlar & Noot. (2004)
  - variété Magnolia figo var. figo
  - variété Magnolia figo var. skinneriana (Dunn) Noot. (2008)
- Magnolia fistulosa (Finet & Gagnep.) Dandy (1928)
- Magnolia flaviflora (Y.W.Law & Y.F.Wu) Figlar (2000)
- Magnolia floribunda (Finet & Gagnep.) Figlar (2000)
- Magnolia fordiana (Oliv.) Hu (1924)
  - variété Magnolia fordiana var. calcarea (X.H.Song) V.S.Kumar (2006)
  - variété Magnolia fordiana var. fordiana
  - variété Magnolia fordiana var. forrestii (W.W.Sm. ex Dandy) V.S.Kumar (2006)
  - variété Magnolia fordiana var. hainanensis (Dandy) Noot. (2008)
- Magnolia foveolata (Merr. ex Dandy) Figlar (2000)
- Magnolia fraseri Walter (1788)
  - variété Magnolia fraseri var. fraseri
  - variété Magnolia fraseri var. pyramidata (W.Bartram) Pamp. (1915)
- Magnolia fujianensis (Q.F.Zheng) Figlar (2000)
- Magnolia fulva (Hung T.Chang & B.L.Chen) Figlar (2000)
  - variété Magnolia fulva var. calcicola (C.Y.Wu ex Y.W.Law & Y.F.Wu)
  - variété Magnolia fulva var. fulva
- Magnolia garrettii (Craib) V.S.Kumar (2006)
- Magnolia georgii (Lozano) Govaerts (1996)
- Magnolia gigantifolia (Miq.) Noot. (1987)
- Magnolia gilbertoi (Lozano) Govaerts (1996)
- Magnolia globosa Hook.f. & Thomson (1855)
- Magnolia gloriensis (Pittier) Govaerts (1996)
- Magnolia grandiflora L., Syst. Nat. ed. 10 (1759)
- Magnolia grandis (Hu & W.C.Cheng) V.S.Kumar (2006)
- Magnolia griffithii Hook.f. & Thomson (1872)
- Magnolia guangdongensis (Y.H.Yan, Q.W.Zeng & F.W.Xing) Noot. (2008)
- Magnolia guangxiensis (Y.W.Law & R.Z.Zhou) Sima (2001)
- Magnolia guatapensis (Lozano) Govaerts (1996)
- Magnolia guatemalensis Donn.Sm. (1909)
  - sous-espèce Magnolia guatemalensis subsp. guatemalensis
  - sous-espèce Magnolia guatemalensis subsp. hondurensis (A.M.Molina) Vazquez (1994)
- Magnolia guerrerensis J.Jiménez Ram., K.Vega & Cruz Durán (2007)
- Magnolia gustavi King (1891)
- Magnolia hamorii Howard (1948)
- Magnolia henaoi (Lozano) Govaerts (1996)
- Magnolia henryi Dunn, J. Linn. Soc. (1903)
- Magnolia hernandezii (Lozano) Govaerts (1996)
- Magnolia hodgsonii (Hook.f. & Thomson) H.Keng (1978)
- Magnolia hongheensis (Y.M.Shui & W.H.Chen) V.S.Kumar (2006)
- Magnolia hookeri (Cubitt & W.W.Sm.) D.C.S.Raju & M.P.Nayar (1980)
- Magnolia hypolampra (Dandy) Figlar (2000)
- Magnolia iltisiana Vazquez (1994)
- Magnolia insignis Wall. (1824)
- Magnolia irwiniana (Lozano) Govaerts (1996)
- Magnolia iteophylla (C.Y.Wu ex Y.W.Law & Y.F.Wu) Noot. (2008)
- Magnolia jardinensis M.Serna, C.Velásquez & Cogollo (2009)
- Magnolia ×jigongshanensis T.B.Chao, D.L.Fu & W.B.Sun (2000)
- Magnolia kachirachirai (Kaneh. & Yamam.) Dandy (1927)
- Magnolia katiorum (Lozano) Govaerts (1996)
- Magnolia kingii (Dandy) Figlar (2000)
- Magnolia kisopa (Buch.-Ham. ex DC.) Figlar (2000)
- Magnolia kobus DC. (1817)
- Magnolia koordersiana (Noot.) Figlar (2000)
- Magnolia krusei J.Jiménez Ram. & Cruz Durán (2005)
- Magnolia kwangsiensis Figlar & Noot. (2004)
- Magnolia kwangtungensis Merr. (1927)
- Magnolia lacei (W.W.Sm.) Figlar (2000)
- Magnolia laevifolia (Y.W.Law & Y.F.Wu) Noot. (2007)
- Magnolia lanuginosa (Wall.) Figlar & Noot. (2004)
- Magnolia lanuginosoides Figlar & Noot. (2004)
- Magnolia lasia Noot. (1987)
- Magnolia lenticellata (Lozano) Govaerts (1996)
- Magnolia leveilleana (Dandy) Figlar (2000)
- Magnolia liliifera (L.) Baill. (1868)
- Magnolia liliiflora Desr. (1792)
- Magnolia longipedunculata (Q.W.Zeng & Y.W.Law) V.S.Kumar (2006)
- Magnolia lotungensis Chun & C.H.Tsoong (1963)
- Magnolia lucida (B.L.Chen & S.C.Yang) V.S.Kumar (2006)
- Magnolia macclurei (Dandy) Figlar (2000)
- Magnolia macklottii (Korth.) Dandy (1927)
  - variété Magnolia macklottii var. beccariana (A.Agostini) Noot. (1987)
  - variété Magnolia macklottii var. macklottii
- Magnolia macrophylla Michx. (1803)
  - variété Magnolia macrophylla var. ashei (Weath.) D.L.Johnson (1989)
  - variété Magnolia macrophylla var. dealbata (Zucc.) D.L.Johnson (1989)
  - variété Magnolia macrophylla var. macrophylla
- Magnolia magnifolia (Lozano) Govaerts (1996)
- Magnolia mahechae (Lozano) Govaerts (1996)
- Magnolia mannii (King) Figlar (2000)
- Magnolia mariusjacobsia Noot. (1987)
- Magnolia martini H.Lév. (1904)
- Magnolia masticata (Dandy) Figlar (2000)
- Magnolia maudiae (Dunn) Figlar (2000)
- Magnolia mayae A.Vázquez & Pérez-Farr. (2012)
- Magnolia mediocris (Dandy) Figlar (2000)
- Magnolia mexicana DC. (1817)
- Magnolia minor (Urb.) Govaerts (1996)
- Magnolia ×mirifolia (D.L.Fu, T.B.Chao & Zhi X.Chen) Noot. (2008)
- Magnolia montana (Blume) Figlar (2000)
- Magnolia morii (Lozano) Govaerts (1996)
- Magnolia ×multiflora M.C.Wang & C.L.Min (1992)
- Magnolia nana Dandy (1930)
- Magnolia narinensis (Lozano) Govaerts (1996)
- Magnolia neillii (Lozano) Govaerts (1996)
- Magnolia nilagirica (Zenker) Figlar (2000)
- Magnolia nitida W.W.Sm. (1920)
- Magnolia oblonga (Wall. ex Hook.f. & Thomson) Figlar (2000)
- Magnolia obovalifolia (C.Y.Wu & Y.W.Law) V.S.Kumar (2006)
- Magnolia obovata Thunb. (1794)
- Magnolia odora (Chun) Figlar & Noot. (2004)
- Magnolia odoratissima Y.W.Law & R.Z.Zhou, Bull. Bot. Res. (1986)
- Magnolia officinalis Rehder & E.H.Wilson (1913)
  - variété Magnolia officinalis var. biloba Rehder & E.H.Wilson (1913)
  - variété Magnolia officinalis var. officinalis
- Magnolia omeiensis (W.C.Cheng) Dandy (1974)
- Magnolia opipara (Hung T.Chang & B.L.Chen) Sima (2001)
- Magnolia ovata (A.St.-Hil.) Spreng. (1827)
- Magnolia ovoidea (Hung T.Chang & B.L.Chen) V.S.Kumar (2006)
- Magnolia pacifica Vazquez (1994)
  - sous-espèce Magnolia pacifica subsp. pacifica
  - sous-espèce Magnolia pacifica subsp. tarahumara Vazquez (1994)
- Magnolia pahangensis Noot. (1987)
- Magnolia pallescens Urb. & Ekman (1931)
- Magnolia panamensis H.H.Iltis & Vazquez (1994)
- Magnolia patungensis (Hu) Noot. (2008)
- Magnolia pealiana King (1891)
- Magnolia persuaveolens Dandy (1928)
  - sous-espèce Magnolia persuaveolens subsp. persuaveolens
    - variété Magnolia persuaveolens var. pubescens Noot. (1987)

  - sous-espèce Magnolia persuaveolens subsp. rigida Noot. (1987)
- Magnolia philippinensis P.Parm., Bull. Sci. France Belgique 27: 206, 270 (1895 publ. 1896)
- Magnolia platyphylla (Merr.) Figlar & Noot. (2004)
- Magnolia pleiocarpa (Dandy) Figlar & Noot. (2004)
- Magnolia poasana (Pittier) Dandy (1927)
- Magnolia polyhypsophylla (Lozano) Govaerts (1996)
- Magnolia portoricensis Bello (1880)
- Magnolia praecalva (Dandy) Figlar & Noot. (2004)
- Magnolia ×proctoriana Rehder (1939)
- Magnolia ptaritepuiana Steyerm., Fieldiana (1951)
- Magnolia pterocarpa Roxb. (1820)
- Magnolia pubescens (Merr.) Figlar & Noot. (2004)
- Magnolia pugana (H.H.Iltis & Vazquez) A.Vazquez & Carvajal (2002)
- Magnolia punduana (Hook.f. & Thomson) Figlar (2000)
- Magnolia rabaniana (Hook.f. & Thomson) D.C.S.Raju & M.P.Nayar (1980)
- Magnolia rajaniana (Craib) Figlar (2000)
- Magnolia rimachii (Lozano) Govaerts (1996)
- Magnolia rostrata W.W.Sm. (1920)
- Magnolia rufibarbata (Dandy) V.S.Kumar (2006)
- Magnolia sabahensis (Dandy ex Noot.) Figlar & Noot. (2004)
- Magnolia salicifolia (Siebold & Zucc.) Maxim. (1872)
- Magnolia sambuensis (Pittier) Govaerts (1996)
- Magnolia santanderiana (Lozano) Govaerts (1996)
- Magnolia sapaensis (N.H.Xia & Q.N.Vu) Grimshaw & Macer, Magnolia (2011)
- Magnolia sarawakensis (A.Agostini) Noot. (1987)
- Magnolia sargentiana Rehder & E.H.Wilson (1913)
- Magnolia schiedeana Schltl. (1864)
- Magnolia scortechinii (King) Figlar & Noot. (2004)
- Magnolia sellowiana (A.St.-Hil.) Govaerts (1996)
- Magnolia sharpii V.V.Miranda (1955)
- Magnolia shiluensis (Chun & Y.F.Wu) Figlar (2000)
- Magnolia siamensis (Dandy) H.Keng (1978)
- Magnolia sieboldii K.Koch (1853)
  - sous-espèce Magnolia sieboldii subsp. japonica K.Ueda (1980)
  - sous-espèce Magnolia sieboldii subsp. sieboldii
  - sous-espèce Magnolia sieboldii subsp. sinensis (Rehder & E.H.Wilson) Spongberg (1976)
- Magnolia silvioi (Lozano) Govaerts (1996)
- Magnolia singapurensis (Ridl.) H.Keng (1978)
- Magnolia sinica (Y.W.Law) Noot. (1985)
- Magnolia sinostellata P.L.Chiu & Z.H.Chen (1989)
- Magnolia sirindhorniae Noot. & Chalermglin (2000)
- Magnolia sororum Seibert (1938)
  - sous-espèce Magnolia sororum subsp. lutea Vazquez (1994)
  - sous-espèce Magnolia sororum subsp. sororum
- Magnolia × soulangeana Soul.-Bod. (1826)
- Magnolia sphaerantha (C.Y.Wu ex Y.W.Law & Y.F.Wu) Sima (2001)
- Magnolia splendens Urb. (1899)
- Magnolia sprengeri Pamp., Nuovo Giorn. Bot. Ital., n.s. (1915)
- Magnolia stellata (Siebold & Zucc.) Maxim. (1872)
- Magnolia striatifolia Little (1969)
- Magnolia sumatrae (Dandy) Figlar & Noot. (2004)
- Magnolia sumatrana (Miq.) Figlar & Noot. (2011)
  - variété Magnolia sumatrana var. glauca (Blume) Figlar & Noot. (2011)
  - variété Magnolia sumatrana var. sumatrana
- Magnolia tamaulipana Vazquez (1994)
- Magnolia thailandica Noot. & Chalermglin (2002)
- Magnolia tripetala (L.) L., Syst. Nat. ed. 10 (1759)
- Magnolia tsiampacca (L.) Figlar & Noot. (2004)
  - variété Magnolia tsiampacca var. glaberrima (Dandy) Figlar & Noot. (2004)
  - sous-espèce Magnolia tsiampacca subsp. mollis (Dandy) Figlar & Noot. (2004)
  - sous-espèce Magnolia tsiampacca subsp. tsiampacca
- Magnolia urraoensis (Lozano) Govaerts (1996)
- Magnolia utilis (Dandy) V.S.Kumar (2006)
- Magnolia vazquezii Cruz Durán & K.Vega (2008)
- Magnolia venezuelensis (Lozano) Govaerts (1996)
- Magnolia ventii (N.V.Tiep) V.S.Kumar (2006)
- Magnolia villosa (Miq.) H.Keng (1978)
- Magnolia virginiana L. (1753)
  - variété Magnolia virginiana var. australis Sarg. (1919)
  - sous-espèce Magnolia virginiana subsp. oviedoae Palmarola, M.S.Romanov & A.V.Bobrov (2008)
  - sous-espèce Magnolia virginiana subsp. virginiana
- Magnolia virolinensis (Lozano) Govaerts (1996)
- Magnolia vrieseana (Miq.) Baill. ex Pierre (1880)
- Magnolia wilsonii (Finet & Gagnep.) Rehder (1913)
- Magnolia wolfii (Lozano) Govaerts (1996)
- Magnolia ×wugangensis T.B.Zhao, W.B.Sun & Zhi X.Chen (1999)
- Magnolia xanthantha (C.Y.Wu ex Y.W.Law & Y.F.Wu) Figlar (2000)
- Magnolia xiana Noot. (2008)
- Magnolia xinganensis Noot. (2008)
- Magnolia yarumalensis (Lozano) Govaerts (1996)
- Magnolia yoroconte Dandy (1930)
- Magnolia yunnanensis (Hu) Noot. (1985)
- Magnolia yuyuanensis (Y.W.Law) V.S.Kumar (2006)
- Magnolia zenii W.C.Cheng, Contrib. Biol. Lab. Chin. Assoc. Advancem. Sci. (1933)
- Magnolia zhengyiana (N.H.Xia) Noot. (2008)
- Magnolia zoquepopolucae A.Vázquez (2012)

Selon The Plant List (24 août 2014) :
- Magnolia acuminata (L.) L.
- Magnolia albosericea Chun & C.H.Tsoong
- Magnolia allenii Standl.
- Magnolia amazonica (Ducke) Govaerts
- Magnolia amoena W.C.Cheng
- Magnolia angatensis Blanco
- Magnolia angustioblonga (Y.W.Law & Y.F.Wu) Figlar
- Magnolia annamensis Dandy
- Magnolia arcabucoana (Lozano) Govaerts
- Magnolia argyrothricha (Lozano) Govaerts
- Magnolia aromatica (Dandy) V.S.Kumar
- Magnolia ashtonii Dandy ex Noot.
- Magnolia baillonii Pierre
- Magnolia balansae A.DC.
- Magnolia banghamii (Noot.) Figlar & Noot.
- Magnolia bankardiorum M.O.Dillon & Sánchez Vega
- Magnolia bawangensis Y.W.Law, R.Z.Zhou & D.M.Liu
- Magnolia betongensis (Craib) H.Keng
- Magnolia bintuluensis (A.Agostini) Noot.
- Magnolia biondii Pamp.
- Magnolia blaoensis (Gagnep.) Dandy
- Magnolia boliviana (M.Nee) Govaerts
- Magnolia borneensis Noot.
- Magnolia braianensis (Gagnep.) Figlar
- Magnolia calimaensis (Lozano) Govaerts
- Magnolia calophylla (Lozano) Govaerts
- Magnolia calophylloides Figlar & Noot.
- Magnolia campbellii Hook.f. & Thomson
- Magnolia cararensis (Lozano) Govaerts
- Magnolia caricifragrans (Lozano) Govaerts
- Magnolia carsonii Dandy ex Noot.
- Magnolia cathcartii (Hook.f. & Thomson) Noot.
- Magnolia cavaleriei (Finet & Gagnep.) Figlar
- Magnolia caveana (Hook.f. & Thomson) D.C.S.Raju & M.P.Nayar
- Magnolia cespedesii (Triana & Planch.) Govaerts
- Magnolia champaca (L.) Baill. ex Pierre
- Magnolia championii Benth.
- Magnolia changhungtana Noot.
- Magnolia chapensis (Dandy) Sima
- Magnolia chevalieri (Dandy) V.S.Kumar
- Magnolia chimantensis Steyerm. & Maguire
- Magnolia chocoensis (Lozano) Govaerts
- Magnolia citrata Noot. & Chalermglin
- Magnolia clemensiorum Dandy
- Magnolia coco (Lour.) DC.
- Magnolia colombiana (Little) Govaerts
- Magnolia compressa Maxim.
- Magnolia conifera (Dandy) V.S.Kumar
- Magnolia coriacea (Hung T.Chang & B.L.Chen) Figlar
- Magnolia coronata M.Serna, C.Velásquez & Cogollo
- Magnolia crassipes (Y.W.Law) V.S.Kumar
- Magnolia cristalensis Bisse
- Magnolia cubensis Urb.
- Magnolia cylindrica E.H.Wilson
- Magnolia dandyi Gagnep.
- Magnolia dawsoniana Rehder & E.H.Wilson
- Magnolia decidua (Q.Y.Zheng) V.S.Kumar
- Magnolia delavayi Franch.
- Magnolia denudata Desr.
- Magnolia dixonii (Little) Govaerts
- Magnolia dodecapetala (Lam.) Govaerts
- Magnolia doltsopa (Buch.-Ham. ex DC.) Figlar
- Magnolia domingensis Urb.
- Magnolia duclouxii (Finet & Gagnep.) Hu
- Magnolia duperreana Pierre
- Magnolia ekmanii Urb.
- Magnolia elegans (Blume) H.Keng
- Magnolia elegantifolia Noot.
- Magnolia elliptigemmata C.L.Guo & L.L.Huang
- Magnolia emarginata Urb. & Ekman
- Magnolia ernestii Figlar
- Magnolia espinalii (Lozano) Govaerts
- Magnolia figlarii V.S.Kumar
- Magnolia figo (Lour.) DC.
- Magnolia fistulosa (Finet & Gagnep.) Dandy
- Magnolia flaviflora (Y.W.Law & Y.F.Wu) Figlar
- Magnolia floribunda (Finet & Gagnep.) Figlar
- Magnolia fordiana (Oliv.) Hu
- Magnolia foveolata (Merr. ex Dandy) Figlar
- Magnolia fraseri Walter
- Magnolia fujianensis (Q.F.Zheng) Figlar
- Magnolia fulva (Hung T.Chang & B.L.Chen) Figlar
- Magnolia garrettii (Craib) V.S.Kumar
- Magnolia georgii (Lozano) Govaerts
- Magnolia gigantifolia (Miq.) Noot.
- Magnolia gilbertoi (Lozano) Govaerts
- Magnolia globosa Hook.f. & Thomson
- Magnolia gloriensis (Pittier) Govaerts
- Magnolia grandiflora L.
- Magnolia grandis (Hu & W.C.Cheng) V.S.Kumar
- Magnolia griffithii Hook.f. & Thomson
- Magnolia guangdongensis (Y.H.Yan, Q.W.Zeng & F.W.Xing) Noot.
- Magnolia guangxiensis (Y.W.Law & R.Z.Zhou) Sima
- Magnolia guatapensis (Lozano) Govaerts
- Magnolia guatemalensis Donn.Sm.
- Magnolia guerrerensis J.Jiménez Ram., K.Vega & Cruz Durán
- Magnolia gustavii King
- Magnolia hamorii Howard
- Magnolia henaoi (Lozano) Govaerts
- Magnolia henryi Dunn
- Magnolia hernandezii (Lozano) Govaerts
- Magnolia hodgsonii (Hook.f. & Thomson) H.Keng
- Magnolia hongheensis (Y.M.Shui & W.H.Chen) V.S.Kumar
- Magnolia hookeri (Cubitt & W.W.Sm.) D.C.S.Raju & M.P.Nayar
- Magnolia hypolampra (Dandy) Figlar
- Magnolia iltisiana Vazquez
- Magnolia insignis Wall.
- Magnolia irwiniana (Lozano) Govaerts
- Magnolia iteophylla (C.Y.Wu ex Y.W.Law & Y.F.Wu) Noot.
- Magnolia jardinensis M.Serna, C.Velásquez & Cogollo
- Magnolia jigongshanensis T.B.Chao, D.L.Fu & W.B.Sun
- Magnolia kachirachirai (Kaneh. & Yamam.) Dandy
- Magnolia katiorum (Lozano) Govaerts
- Magnolia kingii (Dandy) Figlar
- Magnolia kisopa (Buch.-Ham. ex DC.) Figlar
- Magnolia kobus DC.
- Magnolia koordersiana (Noot.) Figlar
- Magnolia krusei J.Jiménez Ram. & Cruz Durán
- Magnolia kwangsiensis Figlar & Noot.
- Magnolia kwangtungensis Merr.
- Magnolia lacei (W.W.Sm.) Figlar
- Magnolia laevifolia (Y.W.Law & Y.F.Wu) Noot.
- Magnolia lanuginosa (Wall.) Figlar & Noot.
- Magnolia lanuginosoides Figlar & Noot.
- Magnolia lasia Noot.
- Magnolia lenticellata (Lozano) Govaerts
- Magnolia leveilleana (Dandy) Figlar
- Magnolia liliifera (L.) Baill.
- Magnolia liliiflora Desr.
- Magnolia longipedunculata (Q.W.Zeng & Y.W.Law) V.S.Kumar
- Magnolia lotungensis Chun & C.H.Tsoong
- Magnolia lucida (B.L.Chen & S.C.Yang) V.S.Kumar
- Magnolia macclurei (Dandy) Figlar
- Magnolia macklottii (Korth.) Dandy
- Magnolia macrophylla Michx.
- Magnolia magnifolia (Lozano) Govaerts
- Magnolia mahechae (Lozano) Govaerts
- Magnolia mannii (King) Figlar
- Magnolia mariusjacobsia Noot.
- Magnolia martini H.Lév.
- Magnolia masticata (Dandy) Figlar
- Magnolia maudiae (Dunn) Figlar
- Magnolia mediocris (Dandy) Figlar
- Magnolia mexicana DC.
- Magnolia minor (Urb.) Govaerts
- Magnolia mirifolia (D.L.Fu, T.B.Chao & Zhi X.Chen) Noot.
- Magnolia montana (Blume) Figlar
- Magnolia morii (Lozano) Govaerts
- Magnolia multiflora M.C.Wang & C.L.Min
- Magnolia nana Dandy
- Magnolia narinensis (Lozano) Govaerts
- Magnolia neillii (Lozano) Govaerts
- Magnolia nilagirica (Zenker) Figlar
- Magnolia nitida W.W.Sm.
- Magnolia oblonga (Wall. ex Hook.f. & Thomson) Figlar
- Magnolia obovalifolia (C.Y.Wu & Y.W.Law) V.S.Kumar
- Magnolia obovata Thunb.
- Magnolia odora (Chun) Figlar & Noot.
- Magnolia odoratissima Y.W.Law & R.Z.Zhou
- Magnolia officinalis Rehder & E.H.Wilson
- Magnolia omeiensis (W.C.Cheng) Dandy
- Magnolia opipara (Hung T.Chang & B.L.Chen) Sima
- Magnolia ovata (A.St.-Hil.) Spreng.
- Magnolia ovoidea (Hung T.Chang & B.L.Chen) V.S.Kumar
- Magnolia pacifica Vazquez
- Magnolia pahangensis Noot.
- Magnolia pallescens Urb. & Ekman
- Magnolia panamensis H.H.Iltis & Vazquez
- Magnolia patungensis (Hu) Noot.
- Magnolia pealiana King
- Magnolia persuaveolens Dandy
- Magnolia philippinensis P.Parm.
- Magnolia platyphylla (Merr.) Figlar & Noot.
- Magnolia pleiocarpa (Dandy) Figlar & Noot.
- Magnolia poasana (Pittier) Dandy
- Magnolia polyhypsophylla (Lozano) Govaerts
- Magnolia portoricensis Bello
- Magnolia praecalva (Dandy) Figlar & Noot.
- Magnolia proctoriana Rehder
- Magnolia ptaritepuiana Steyerm.
- Magnolia pterocarpa Roxb.
- Magnolia pubescens (Merr.) Figlar & Noot.
- Magnolia pugana (H.H.Iltis & Vazquez) A.Vazquez & Carvajal
- Magnolia punduana (Hook.f. & Thomson) Figlar
- Magnolia rabaniana (Hook.f. & Thomson) D.C.S.Raju & M.P.Nayar
- Magnolia rajaniana (Craib) Figlar
- Magnolia rimachii (Lozano) Govaerts
- Magnolia rostrata W.W.Sm.
- Magnolia rufibarbata (Dandy) V.S.Kumar
- Magnolia sabahensis (Dandy ex Noot.) Figlar & Noot.
- Magnolia salicifolia (Siebold & Zucc.) Maxim.
- Magnolia sambuensis (Pittier) Govaerts
- Magnolia santanderiana (Lozano) Govaerts
- Magnolia sapaensis (N.H.Xia & Q.N.Vu) Grimshaw & Macer
- Magnolia sarawakensis (A.Agostini) Noot.
- Magnolia sargentiana Rehder & E.H.Wilson
- Magnolia schiedeana Schltl.
- Magnolia scortechinii (King) Figlar & Noot.
- Magnolia sellowiana (A.St.-Hil.) Govaerts
- Magnolia sharpii V.V.Miranda
- Magnolia shiluensis (Chun & Y.F.Wu) Figlar
- Magnolia siamensis (Dandy) H.Keng
- Magnolia sieboldii K.Koch
- Magnolia silvioi (Lozano) Govaerts
- Magnolia singapurensis (Ridl.) H.Keng
- Magnolia sinica (Y.W.Law) Noot.
- Magnolia sirindhorniae Noot. & Chalermglin
- Magnolia sororum Seibert
- Magnolia x soulangeana Soul.-Bod.
- Magnolia sphaerantha (C.Y.Wu ex Y.W.Law & Y.F.Wu) Sima
- Magnolia splendens Urb.
- Magnolia sprengeri Pamp.
- Magnolia stellata (Siebold & Zucc.) Maxim.
- Magnolia striatifolia Little
- Magnolia sumatrae (Dandy) Figlar & Noot.
- Magnolia sumatrana (Miq.) Figlar & Noot.
- Magnolia tamaulipana Vazquez
- Magnolia thailandica Noot. & Chalermglin
- Magnolia tripetala (L.) L.
- Magnolia tsiampacca (L.) Figlar & Noot.
- Magnolia urraoensis (Lozano) Govaerts
- Magnolia utilis (Dandy) V.S.Kumar
- Magnolia vazquezii Cruz Durán & K.Vega
- Magnolia venezuelensis (Lozano) Govaerts
- Magnolia ventii (N.V.Tiep) V.S.Kumar
- Magnolia villosa (Miq.) H.Keng
- Magnolia virginiana L.
- Magnolia viridula (D.L. Fu, T.B. Zhao & G.H. Tian) Noot.
- Magnolia virolinensis (Lozano) Govaerts
- Magnolia vrieseana (Miq.) Baill. ex Pierre
- Magnolia wilsonii (Finet & Gagnep.) Rehder
- Magnolia wolfii (Lozano) Govaerts
- Magnolia wugangensis T.B.Zhao, W.B.Sun & Zhi X.Chen
- Magnolia xanthantha (C.Y.Wu ex Y.W.Law & Y.F.Wu) Figlar
- Magnolia xiana Noot.
- Magnolia xinganensis Noot.
- Magnolia yarumalensis (Lozano) Govaerts
- Magnolia yoroconte Dandy
- Magnolia yunnanensis (Hu) Noot.
- Magnolia yuyuanensis (Y.W.Law) V.S.Kumar
- Magnolia zenii W.C.Cheng
- Magnolia zhengyiana (N.H.Xia) Noot.

Selon Tropicos (24 août 2014) (Attention liste brute contenant possiblement des synonymes) :
- Magnolia acuminata (L.) L.
- Magnolia aenea (Dandy) Figlar
- Magnolia aequinoctialis Dandy
- Magnolia albosericea Chun & C.H. Tsoong
- Magnolia alejandrae García-Mor. & Iamonico
- Magnolia alexandrina Steud.
- Magnolia allenii Standl.
- Magnolia amabilis Sima & Y-H. Wang
- Magnolia amazonica (Ducke) Govaerts
- Magnolia amoena W.C. Cheng
- Magnolia andamanica (King) D.C.S. Raju & M.P. Nayar
- Magnolia angatensis Blanco
- Magnolia angustifolia Millais
- Magnolia angustioblonga (Y.W. Law & Y.F. Wu) Figlar
- Magnolia annamensis Dandy
- Magnolia annonifolia Salisb.
- Magnolia arcabucoana (Lozano) Govaerts
- Magnolia argyrothricha (Lozano) Govaerts
- Magnolia aromatica (Dandy) V.S. Kumar
- Magnolia ashei Weath.
- Magnolia ashtonii Dandy ex Noot.
- Magnolia atlantida A. Vázquez
- Magnolia atropurpurea Steud.
- Magnolia aulacosperma Rehder & E.H. Wilson
- Magnolia auricularis Salisb.
- Magnolia auriculata Desr.
- Magnolia australis (Sarg.) Ashe
- Magnolia axilliflora (T.B. Chao, T.X.Zhang & J.T. Tao) T.B. Chao
- Magnolia azulensis F. Arroyo
- Magnolia baillonii Pierre
- Magnolia balansae Aug. DC.
- Magnolia banghamii (Noot.) Figlar & Noot.
- Magnolia bankardiorum M.O. Dillon & Sánchez Vega
- Magnolia bawangensis Y.W. Law, R.Z. Zhou & D.M. Liu
- Magnolia beccarii (Ridl.) ined.
- Magnolia betongensis (Craib) H. Keng
- Magnolia betuliensis Aguilar-Cano & H. Mend.
- Magnolia biloba (Rehder & E.H. Wilson) Cheng
- Magnolia bintuluensis (A. Agostini) Noot.
- Magnolia biondii Pamp.
- Magnolia blaoensis (Gagnep.) Dandy
- Magnolia blumei Prantl
- Magnolia boliviana (M. Nee) Govaerts
- Magnolia borealis (Sarg.) Kudô
- Magnolia borneensis Noot.
- Magnolia braianensis (Gagnep.) Figlar
- Mangolia brasiliensis C.O. Azevedo, A.F.P. Machado & A. Vázquez
- Magnolia burchelliana Steud.
- Magnolia cacuminicola Bisse
- Magnolia calimaensis (Lozano) Govaerts
- Magnolia calophylla (Lozano) Govaerts
- Magnolia calophylloides (Dandy) Figlar & Noot.
- Magnolia campbellii Hook. f. & Thomson
- Magnolia canandeana F. Arroyo
- Magnolia candollei Link
- Magnolia candollii (Blume) H. Keng
- Magnolia cararensis (Lozano) Govaerts
- Magnolia caricifragrans (Lozano) Govaerts
- Magnolia carpunii M.S.Romanov & A.V.Bobrov
- Magnolia carsonii Dandy ex Noot.
- Magnolia cathayana D.L. Fu & T.B. Zhao
- Magnolia cathcartii (Hook. f. & Thomson) Noot.
- Magnolia cavaleriei (Finet & Gagnep.) Figlar
- Magnolia caveana (Hook. f. & Thomson) D.C.S.Raju & M.P. Nayar
- Magnolia cespedesii (Triana & Planch.) Govaerts
- Magnolia champaca (L.) Baill. ex Pierre
- Magnolia championii Benth.
- Magnolia changhungtana (Hung T. Chang) ined.
- Magnolia chapensis (Dandy) Sima
- Magnolia chevalieri (Dandy) V.S. Kumar
- Magnolia chiguila F. Arroyo, Á.J. Pérez & A. Vázquez
- Magnolia chimantensis Steyerm. & Maguire
- Magnolia chiriquiensis A. Vázquez
- Magnolia chocoensis (Lozano) Govaerts
- Magnolia citrata Noot. & Chalermglin
- Magnolia citriodora Steud.
- Magnolia clemensiorum Dandy
- Magnolia cochranii A. Vázquez
- Magnolia coco (Lour.) DC.
- Magnolia colombiana (Little) Govaerts
- Magnolia compressa Maxim.
- Magnolia conifera (Dandy) V.S. Kumar
- Magnolia conspicua Salisb.
- Magnolia cordata Michx.
- Magnolia coriacea (Hung T. Chang & B.L. Chen) Figlar
- Magnolia coronata Serna, Velásquez, César A. & Cogollo
- Magnolia costaricensis A. Vázquez
- Magnolia craibiana Dandy
- Magnolia crassifolia F. Arroyo & A.J. Pérez
- Magnolia crassipes (Y.W. Law) V.S. Kumar
- Magnolia cristalensis Bisse
- Magnolia cubensis Urb.
- Magnolia cyathiformis Rinz ex K. Koch
- Magnolia cylindrica E.H. Wilson
- Magnolia dandyi Gagnep.
- Magnolia dawsoniana Rehder & E.H. Wilson
- Magnolia dealbata Zucc.
- Magnolia decandollei Savi
- Magnolia decastroi A. Vázquez & M.A.  Muñiz C
- Magnolia decidua (Q.Y. Zheng) V.S. Kumar
- Magnolia delavayi Franch.
- Magnolia denudata Desr.
- Magnolia dianica Sima & Figlar
- Magnolia discolor Vent.
- Magnolia diva Stapf ex Millais
- Magnolia dixonii (Little) Govaerts
- Magnolia dodecapetala (Lam.) Govaerts
- Magnolia dolichogyna (Dandy ex Noot.) Figlar & Noot.
- Magnolia doltsopa (Buch.-Ham. ex DC.) Figlar
- Magnolia domingensis Urb.
- Magnolia duclouxii (Finet & Gagnep.) Hu
- Magnolia duperreana Pierre
- Magnolia echinina P. Parm.
- Magnolia ekmanii Urb.
- Magnolia elegans (Blume) H. Keng
- Magnolia elegantifolia Noot.
- Magnolia elfina A. Vázquez
- Magnolia elliptica Link
- Magnolia elliptigemmata C.L. Guo & L.L. Huang
- Magnolia elliptilimba (B.L. Chen & Noot.) Figlar
- Magnolia elongata (Rehder & E.H. Wilson) Millais
- Magnolia emarginata Urb. & Ekman
- Magnolia equatorialis A. Vázquez
- Magnolia ernestii Figlar
- Magnolia espinalii (Lozano) Govaerts
- Magnolia excelsa Jacques
- Magnolia exoniensis Millais
- Magnolia famasiha P. Parm.
- Magnolia fargesii (Finet & Gagnep.) W.C. Cheng
- Magnolia fasciata Vent.
- Magnolia fasciculata P. Parm.
- Magnolia fatiscens Rich. ex DC.
- Magnolia faustinomirandae A. Vázquez
- Magnolia ferruginea W. Watson
- Magnolia figlarii V.S. Kumar
- Magnolia figo (Lour.) DC.
- Magnolia fistulosa (Finet & Gagnep.) Dandy
- Magnolia flaviflora (Y.W. Law & Y.F. Wu) Figlar
- Magnolia floribunda (Finet & Gagnep.) Figlar
- Magnolia foetida (L.) Sarg.
- Magnolia fordiana (Oliv.) Hu
- Magnolia foveolata (Merr. ex Dandy) Figlar
- Magnolia fragrans Salisb.
- Magnolia fragrantissima (Hook.) Linden
- Magnolia fraseri Walter
- Magnolia frondosa Salisb.
- Magnolia frontinoensis Cogollo, Hoyos-Gómez & Serna
- Magnolia fujianensis (Q.F. Zheng) Figlar
- Magnolia fulva (Hung T. Chang & B.L. Chen) Figlar
- Magnolia funiushanensis T.B. Chao, J.T.Gao & Y.H.Ren
- Magnolia fuscata Andrews
- Magnolia galissoniensis Millais
- Magnolia garrettii (Craib) V.S. Kumar
- Magnolia gentryi A. Vázquez
- Magnolia georgii (Lozano) Govaerts
- Magnolia gigantifolia Noot.
- Magnolia gilbertoi (Lozano) Govaerts
- Magnolia gioi Noot.
- Magnolia glabra P. Parm.
- Magnolia glauca (Korth.) Pierre
- Magnolia glaucifolia Noot.
- Magnolia glaucophylla Sima & Hong Yu
- Magnolia globosa Hook. f. & Thomson
- Magnolia gloriensis (Pittier) Govaerts
- Magnolia gloriosa Millais
- Magnolia gordoniana Steud.
- Magnolia grandiflora L.
- Magnolia grandis (Hu & W.C. Cheng) V.S. Kumar
- Magnolia griffithii Hook. f. & Thomson
- Magnolia guanacastensis A. Vázquez
- Magnolia guangdongensis (Y.H. Yan, Q.W. Zeng & F.W.Xing) Noot.
- Magnolia guangnanensis Y.W. Law & R.Z. Zhou
- Magnolia guangxiensis (Y.W. Law & R.Z. Zhou) Sima
- Magnolia guatapensis (Lozano) Govaerts
- Magnolia guatemalensis Donn. Sm.
- Magnolia guerrerensis J. Jiménez Ram., K. Vega & Cruz Durán
- Magnolia gustavii King
- Magnolia halleana Parsons ex Robinson
- Magnolia hamorii R.A. Howard
- Magnolia hebecarpa (C.Y. Wu & Y.W. Law) V.S. Kumar
- Magnolia heliophyla P. Parm.
- Magnolia henanensis B.Y. Ding & T.B. Chao
- Magnolia henaoi (Lozano) Govaerts
- Magnolia henryi Dunn
- Magnolia hernandezii (Lozano) Govaerts
- Magnolia highdownensis Dandy
- Magnolia hodgsonii (Hook. f. & Thomson) H. Keng
- Magnolia honanensis B.Y. Ding & T.B. Chao
- Magnolia hondurensis Ant. Molina
- Magnolia hongheensis (Y.M. Shui & W.H. Chen) V.S. Kumar
- Magnolia honogi P. Parm.
- Magnolia hookeri (Cubitt & W.W. Sm.) D.C.S.Raju & M.P. Nayar
- Magnolia hoonokii Siebold
- Magnolia hypolampra (Dandy) Figlar
- Magnolia hypoleuca Siebold & Zucc.
- Magnolia iltisiana A. Vázquez
- Magnolia inbioana A. Vázquez
- Magnolia ingrata (B.L. Chen & S.C. Yang) Figlar
- Magnolia insignis Wall.
- Magnolia intermedia P. Parm.
- Magnolia irwiniana (Lozano) Govaerts
- Magnolia iteophylla (C.Y. Wu ex Y.W. Law & Y.F. Wu) Noot.
- Magnolia jaenensis Marcelo-Peña
- Magnolia jardinensis Serna, Velásquez, César A. & Cogollo
- Magnolia javanica Koord. & Valeton
- Magnolia jiangxiensis (Chang & B.L. Chen) Figlar
- Magnolia jigongshanensis T.B. Chao, D.L. Fu & W.B. Sun
- Magnolia juninensis F. Arroyo
- Magnolia kachirachirai (Kaneh. & Yamam.) Dandy
- Magnolia katiorum (Lozano) Govaerts
- Magnolia keiskei (Makino) Ihrig
- Magnolia kichuana A. Vázquez, F. Arroyo & A.J. Pérez
- Magnolia kingii (Dandy) Figlar
- Magnolia kisopa (Buch.-Ham. ex DC.) Figlar
- Magnolia kobus DC.
- Magnolia kobushii Mayr
- Magnolia koordersiana (Noot.) Figlar
- Magnolia krusei J. Jiménez Ram. & Cruz Durán
- Magnolia kwangsiensis Figlar & Noot.
- Magnolia kwangtungensis Merr.
- Magnolia lacandonica A. Vázquez, Pérez-Farrera & Martínez-Camilo
- Magnolia lacei (W.W. Sm.) Figlar
- Magnolia lacunosa Raf.
- Magnolia laevifolia (Y.W. Law & Y.F. Wu) Noot.
- Magnolia lanceolata Link
- Magnolia lanigera (Hook. f. & Thomson) H.J. Chowdhery & P. Daniel
- Magnolia lanuginosa (Wall.) Figlar & Noot.
- Magnolia lanuginosoides (Dandy) Figlar & Noot.
- Magnolia lasia Noot.
- Magnolia latifolia Aiton ex Dippel
- Magnolia lene Pépin
- Magnolia lenticellata (Lozano) Govaerts
- Magnolia leveilleana (Dandy) Figlar
- Magnolia lilifera Druce
- Magnolia liliflora Desr.
- Magnolia liliifera (L.) Baill.
- Magnolia liliiflora Desr.
- Magnolia linguifolia L. ex Descourt.
- Magnolia llanganatensis A. Vázquez & D.A. Neill
- Magnolia longifolia Sweet
- Magnolia longipedunculata (Q.W. Zeng & Y.W. Law) V.S. Kumar
- Magnolia longistyla P. Parm.
- Magnolia lopezobradorii A. Vázquez
- Magnolia lotungensis Chun & C.H. Tsoong
- Magnolia lozanoi A. Vázquez & E. Castro A.
- Magnolia lucida (B.L. Chen & S.C. Yang) V.S. Kumar
- Magnolia macclurei (Dandy) Figlar
- Magnolia macklottii (Korth.) Dandy
- Magnolia macrocarpa (Zucc.) A. Vázquez & De Castro
- Magnolia macrophylla Michx.
- Magnolia madidiensis A. Vázquez
- Magnolia magnifolia (Lozano) Govaerts
- Magnolia mahechae (Lozano) Govaerts
- Magnolia maingayi King
- Magnolia major Millais
- Magnolia manguillo Marcelo-Peña & F. Arroyo
- Magnolia mannii (King) Figlar
- Magnolia maoena Cheng
- Magnolia mariusjacobsia Noot.
- Magnolia martini H. Lév.
- Magnolia mashpi Á.J. Pérez, F. Arroyo & A. Vázquez
- Magnolia masticata (Dandy) Figlar
- Magnolia maudiae (Dunn) Figlar
- Magnolia maxima Lodd. ex G. Don
- Magnolia mayae A. Vázquez & Pérez-Farrera
- Magnolia mediocris (Dandy) Figlar
- Magnolia megaphylla (Hu & W.C. Cheng) V.S. Kumar
- Magnolia membranacea P. Parm.
- Magnolia mercedesiarum D.A. Neill, A. Vázquez & F. Arroyo
- Magnolia mexicana DC.
- Magnolia michauxiana DC.
- Magnolia michauxii Fraser ex Thouin
- Magnolia microcarpa (B.L. Chen & S.C. Yang) Sima
- Magnolia microtricha (Hand.-Mazz.) Figlar
- Magnolia mindoensis A. Vázquez, D.A. Neill & Dahua
- Magnolia minor (Urb.) Govaerts
- Magnolia mirifolia (D.L. Fu, T.B. Zhao & Zhi X. Chen) Noot.
- Magnolia mollicomata W.W. Sm.
- Magnolia montana (Blume) Figlar
- Magnolia montebelloensis A. Vázquez & Pérez-Farr.
- Magnolia morii (Lozano) Govaerts
- Magnolia moto (Dandy) V.S. Kumar
- Magnolia multiflora M.C. Wang & C.L. Min
- Magnolia multinervia A. Vázquez
- Magnolia mulunica Y.W. Law & Q.W. Zeng
- Magnolia mutabilis (Blume) H.J. Chowdhery & P. Daniel
- Magnolia nana Dandy
- Magnolia narinensis (Lozano) Govaerts
- Magnolia neillii (Lozano) Govaerts
- Magnolia nicholsoniana Rehder & E.H. Wilson
- Magnolia nilagirica (Zenk.) Figlar
- Magnolia nitida W.W. Sm.
- Magnolia nutans (Dandy) H. Keng
- Magnolia oaxacensis A. Vázquez
- Magnolia oblonga Figlar
- Magnolia obovalifolia (C.Y. Wu & Y.W. Law) V.S. Kumar
- Magnolia obovata Thunb.
- Magnolia odora (Chun) Figlar & Noot.
- Magnolia odoratissima Reinw. ex Blume
- Magnolia ofeliae A. Vázquez & Cuevas
- Magnolia officinalis Rehder & E.H. Wilson
- Magnolia omeiensis (W.C. Cheng) Dandy
- Magnolia opipara (Hung T. Chang & B.L. Chen) Sima
- Magnolia ovalis (Miq.) Figlar
- Magnolia ovata (A. St.-Hil.) Spreng.
- Magnolia ovoidea (Hung T. Chang & B.L. Chen) V.S. Kumar
- Magnolia oyama Kort
- Magnolia pachyphylla Dandy
- Magnolia pacifica A. Vázquez
- Magnolia paenetalauma Dandy
- Magnolia pahangensis Noot.
- Magnolia palandana F. Arroyo
- Magnolia pallescens Urb. & Ekman
- Magnolia panamensis A. Vázquez & Iltis
- Magnolia panamericana A. Vázquez
- Magnolia paranaensis A. Vázquez
- Magnolia parviflora Blume
- Magnolia parvifolia DC.
- Magnolia pastazaensis F. Arroyo & Á. J. Pérez
- Magnolia patoricensis P. Parm.
- Magnolia patungensis (Hu) Noot.
- Magnolia pealiana (King) Finet & Gagnep.
- Magnolia pedrazae
- Magnolia pensylvanica DC.
- Magnolia perezfarrerae A. Vázquez
- Magnolia persuaveolens Dandy
- Magnolia peruviana A. Vázquez
- Magnolia phanerophlebia B.L. Chen
- Magnolia phaulanta Dandy ex Noot.
- Magnolia phellocarpa (King) H.J. Chowdhery & P. Daniel
- Magnolia philippinensis P. Parm.
- Magnolia phuthoensis (Dandy ex Gagnep.) V.S. Kumar
- Magnolia pilocarpa Z.Z. Zhao & Z.W. Xie
- Magnolia pilosissima P. Parm.
- Magnolia platyphylla (Merr.) Figlar & Noot.
- Magnolia pleiocarpa (Dandy) Figlar & Noot.
- Magnolia plena C.L. Peng & L.H. Yan
- Magnolia plumieri Sw.
- Magnolia poasana (Pittier) Dandy
- Magnolia poilanei Dandy ex Gagnep.
- Magnolia polyhypsophylla (Lozano) Govaerts
- Magnolia polytepala Y.W. Law, R.Z. Zhou & R.J. Zhang
- Magnolia portoricensis Bello
- Magnolia praecalva (Dandy) Figlar & Noot.
- Magnolia praecocissima Koidz.
- Magnolia praecox Millais
- Magnolia pravertiana Millais
- Magnolia proctoriana Rehder
- Magnolia pseudokobus Abe & Akasawa
- Magnolia ptaritepuiana Steyerm.
- Magnolia pterocarpa Roxb.
- Magnolia pubescens (Merr.) Figlar & Noot.
- Magnolia pugana (Iltis & A. Vázquez) A. Vázquez & Carvajal
- Magnolia pulgarensis Dandy
- Magnolia pulneyensis P. Parm.
- Magnolia pumila Andrews
- Magnolia punduana (Hook. f. & Thomson) Figlar
- Magnolia purpurascens (Maxim.) Makino
- Magnolia purpurea Curtis
- Magnolia pyramidata W. Bartram
- Magnolia quetzal A. Vázquez, Véliz & Tribouillier
- Magnolia rabaniana (Hook. f. & Thomson) D.C.S. Raju & M.P. Nayar
- Magnolia rajaniana (Craib) Figlar
- Magnolia resupinatifolia Aguilar-Cano & H. Mend.
- Magnolia rimachii (Lozano) Govaerts
- Magnolia roraimae Steyerm.
- Magnolia rosea (Veitch ex Hu) Ihrig
- Magnolia rostrata W.W. Sm.
- Magnolia rotundifolia Millais
- Magnolia rufibarbata (Dandy) V.S. Kumar
- Magnolia rumphii (Blume) Spreng.
- Magnolia rustica DC.
- Magnolia sabahensis (Dandy ex Noot.) Figlar & Noot.
- Magnolia salicifolia (Siebold & Zucc.) Maxim.
- Magnolia sambuensis (Pittier) Govaerts
- Magnolia santanderiana (Lozano) Govaerts
- Magnolia sarawakensis (A. Agostini) Noot.
- Magnolia sargentiana Rehder & E.H. Wilson
- Magnolia savegrensis A. Vázquez
- Magnolia schiedeana Schltdl.
- Magnolia scortechinii (King) Figlar & Noot.
- Magnolia selloi Spreng.
- Magnolia sellowiana (A. St.-Hil.) Govaerts
- Magnolia shangpaensis Hu
- Magnolia shangsiensis Y.W. Law, R.Z. Zhou & H.F. Chen
- Magnolia sharpii Miranda
- Magnolia shiluensis (Chun & Y.F. Wu) Figlar
- Magnolia shuarorum F. Arroyo & A. Vázquez
- Magnolia siamensis (Dandy) H. Keng
- Magnolia sieboldii K. Koch
- Magnolia silvioi (Lozano) Govaerts
- Magnolia simii Siebold ex Miq.
- Magnolia sinacacolinii A. Vázquez
- Magnolia sinensis (Rehder & E.H. Wilson) Stapf
- Magnolia singapurensis (Ridl.) H. Keng
- Magnolia sinica (Y.W. Law) Noot.
- Magnolia sinostellata P.L. Chiu & Z.H. Chen
- Magnolia sirindhorniae Noot. & Chalermglin
- Magnolia slavinii B.E. Harkn.
- Magnolia sororum Seibert
- Magnolia x soulangeana Soul.-Bod.
- Magnolia speciosa Van Geel
- Magnolia sphaerantha (C.Y. Wu ex Z.S. Yue) Sima
- Magnolia sphenocarpa Hook. f. & Thomson
- Magnolia splendens Urb.
- Magnolia sprengeri Pamp.
- Magnolia stellata (Siebold & Zucc.) Maxim.
- Magnolia steyermarkii A. Vázquez
- Magnolia striatifolia Little
- Magnolia subulifera (Dandy) Figlar
- Magnolia sumatrae (Dandy) Figlar & Noot.
- Magnolia szechuanica (Dandy) Figlar
- Magnolia talamancana A. Vázquez
- Magnolia talaumoides Dandy
- Magnolia taliensis W.W. Sm.
- Magnolia tamaulipana A. Vázquez
- Magnolia tarahumara (A. Vázquez) A. Vázquez
- Magnolia tenuicarpa H.T. Chang
- Magnolia tenuicarpella Hung T. Chang
- Magnolia thailandica Noot. & Chalermglin
- Magnolia thamnodes Dandy
- Magnolia tibetica V.S. Kumar
- Magnolia tokumotoana Yanagita
- Magnolia tripetala (L.) L.
- Magnolia tsarongensis W.W. Sm.
- Magnolia tsiampacca (L.) Figlar & Noot.
- Magnolia umbellata Steud.
- Magnolia umbrella Desr.
- Magnolia urraoensis (Lozano) Govaerts
- Magnolia utilis (Dandy) V.S. Kumar
- Magnolia uvariifolia Dandy ex Noot.
- Magnolia vazquezii Cruz Durán & K. Vega
- Magnolia velutina (DC.) Figlar
- Magnolia venezuelensis (Lozano) Govaerts
- Magnolia ventii (Tiep) V.S. Kumar
- Magnolia verecunda Koidz.
- Magnolia villariana (Rolfe) D.C.S. Raju & M.P. Nayar
- Magnolia villosa (Miq.) H. Keng
- Magnolia virginiana L.
- Magnolia viridula (D.L. Fu, T.B. Zhao & G.H. Tian) Noot.
- Magnolia virolinensis (Lozano) Govaerts
- Magnolia vovidesii A. Vázquez, Domínguez-Yescas & L. Carvajal
- Magnolia vrieseana (Miq.) Baill. ex Pierre
- Magnolia wendtii A. Vázquez
- Magnolia wetterii A. Vázquez
- Magnolia wilsonii (Finet & Gagnep.) Rehder
- Magnolia wolfii (Lozano) Govaerts
- Magnolia wufengensis L.Y. Ma & L.R. Wang
- Magnolia wugangensis T.B. Zhao, W.B. Sun & Zhi X. Chen
- Magnolia xanthantha (C.Y. Wu ex Y.W. Law & Y.F. Wu) Figlar
- Magnolia xerophila P. Parm.
- Magnolia xiana Noot.
- Magnolia xinganensis
- Magnolia yantzazana F. Arroyo
- Magnolia yarumalensis (Lozano) Govaerts
- Magnolia yoroconte Dandy
- Magnolia yulan Desf.
- Magnolia yunnanensis (Hu) Noot.
- Magnolia yuyuanensis (Y.W. Law) V.S. Kumar
- Magnolia zamorana F. Arroyo
- Magnolia zamudioi A. Vázquez
- Magnolia zenii W.C. Cheng
- Magnolia zhengyiana (N.H. Xia) Noot.
- Magnolia zoquepopolucae A. Vázquez
- Magnolia ×alba Figlar
- Magnolia ×brooklynensis Kalmb.
- Magnolia ×brozzonii (auct.) Millais
- Magnolia ×dorsopurpurea Makino
- Magnolia ×foggii Figlar
- Magnolia ×hybrida Dippel
- Magnolia ×jigongshanensis T.B.Chao, D.L. Fu & W.B.Sun
- Magnolia ×lenneana (Lem.) Koehne
- Magnolia ×lennei Van Houtte
- Magnolia ×loebneri Kache
- Magnolia ×major (Sims) Millais
- Magnolia ×multiflora M.C. Wang & C.L. Min
- Magnolia ×norbertiana Dippel
- Magnolia ×pilocarpa Z.Z.Zhao & Z.W. Xie
- Magnolia ×proctoriana Rehder
- Magnolia × soulangeana Hamel (pro sp.)
- Magnolia ×speciosa Rchb.
- Magnolia ×thompsoniana de Vos
- Magnolia ×veitchii Bean
- Magnolia ×watsonii Hook. f.
- Magnolia ×wiesneri Carrière
- Magnolia ×wugangensis T.B. Zhao, W.B.Sun & Zhi X. Chen

## Langage des fleurs
Dans le langage des fleurs, le magnolia symbolise la force.

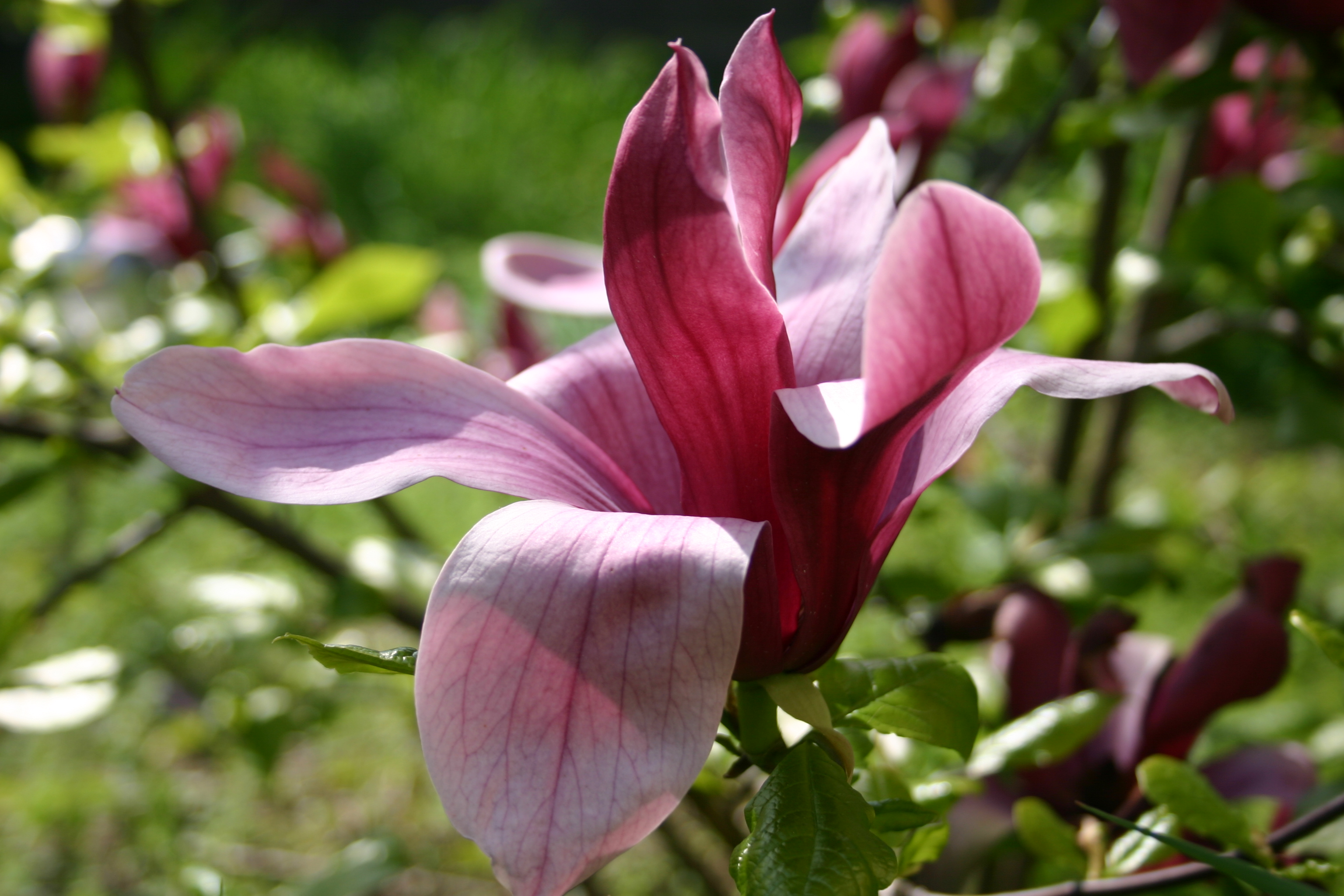
Fleur de magnolia.
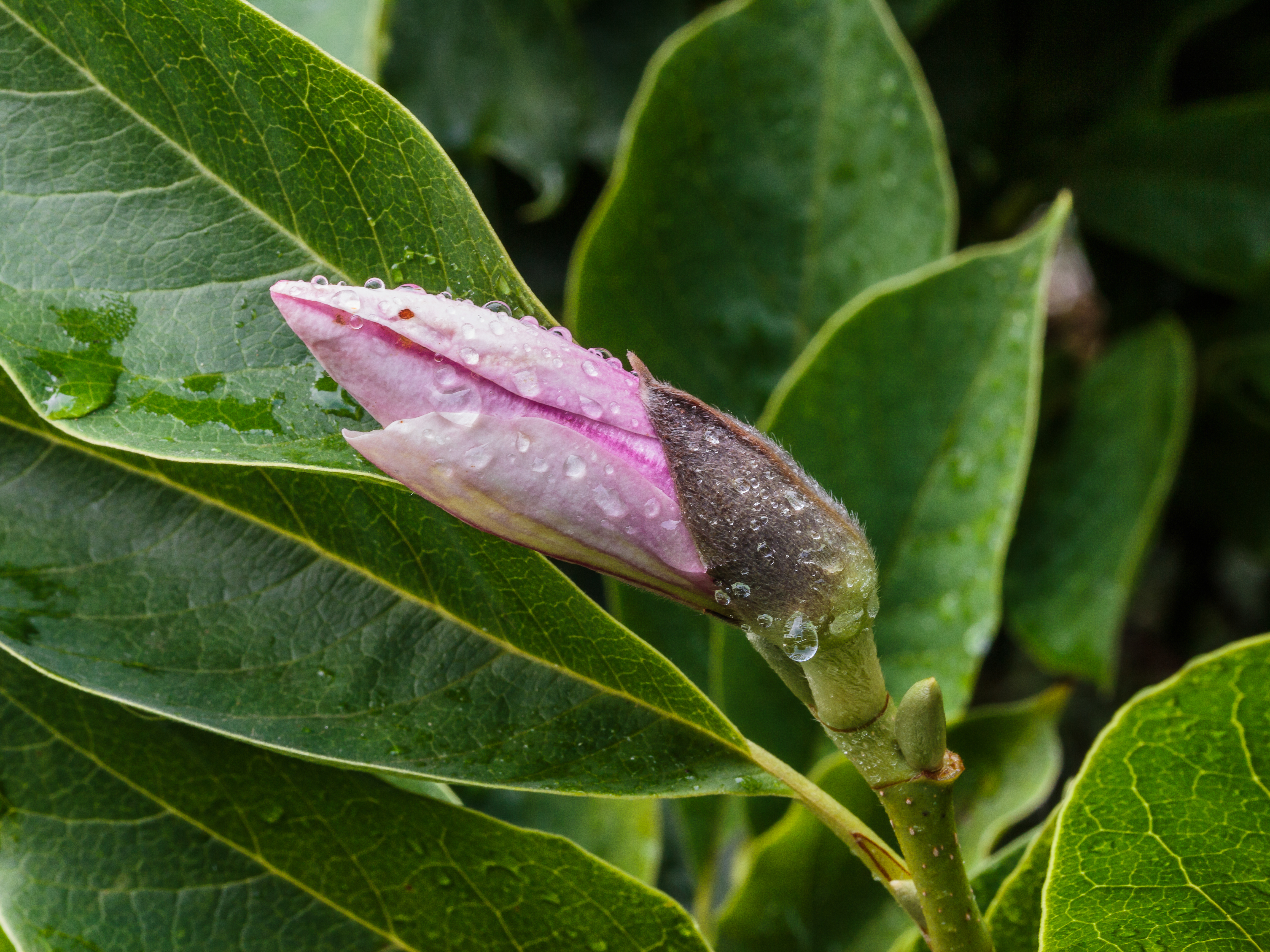
Fleur de magnolia après la pluie.
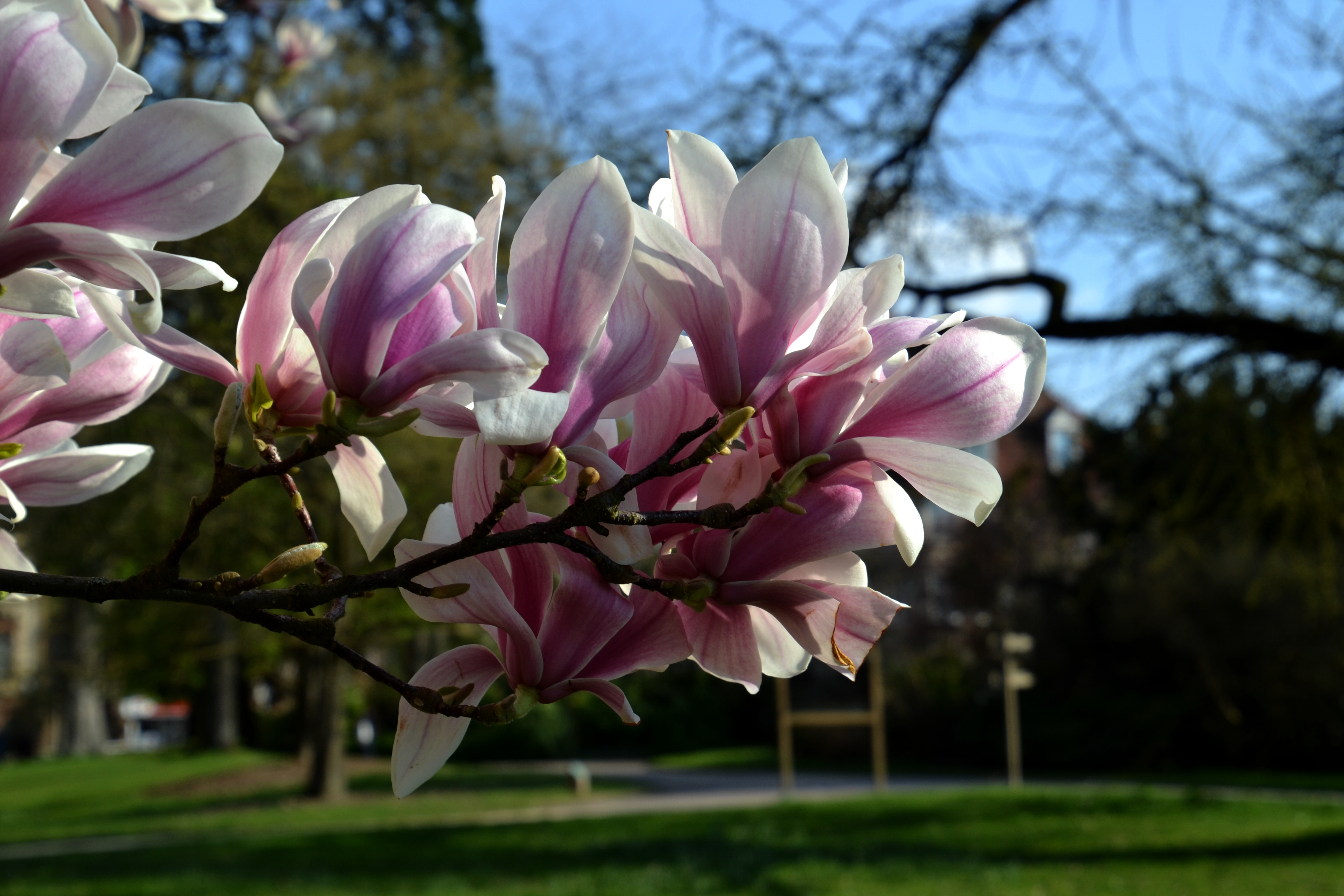
Magnolia en fleurs au Jardin botanique de Metz.
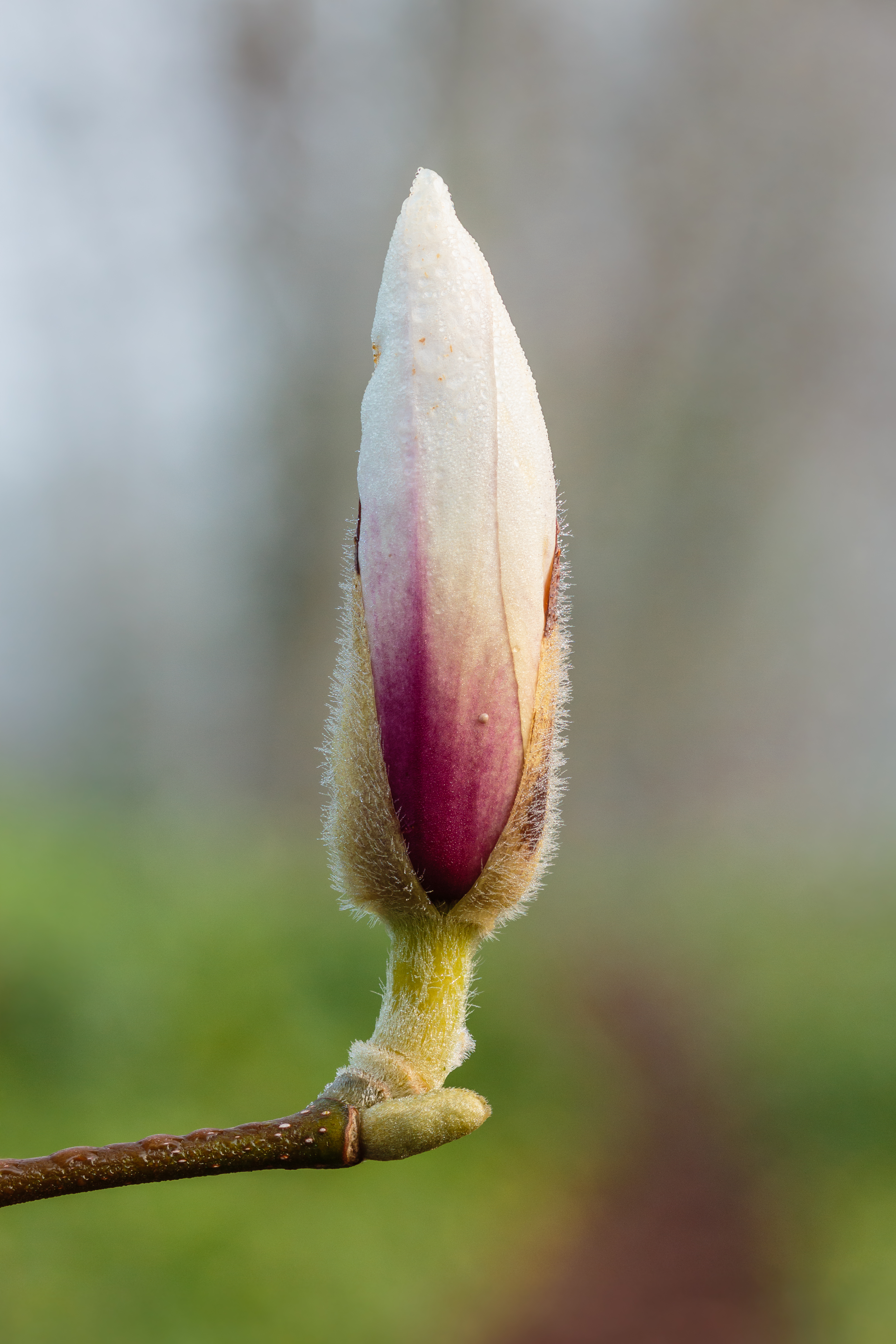
Bourgeon de fleur d'un Magnolia en avril 2021.

## Dans la culture
1. Magnolias for Ever, une chanson à succès de Claude François.